# Robert Lewandowski
Robert Lewandowski (phát âm tiếng Ba Lan: [ˈrɔbɛrt lɛvanˈdɔfskʲi] ⓘ; sinh ngày 21 tháng 8 năm 1988) là một cầu thủ bóng đá chuyên nghiệp người Ba Lan hiện đang thi đấu ở vị trí tiền đạo cắm cho câu lạc bộ La Liga Barcelona và là đội trưởng của đội tuyển bóng đá quốc gia Ba Lan. Nổi tiếng nhờ khả năng chọn vị trí chuẩn xác, lối chơi giàu kỹ thuật và khả năng dứt điểm siêu hạng, Lewandowski được đánh giá là một trong những tiền đạo cắm vĩ đại nhất mọi thời đại, đồng thời còn là một trong những cầu thủ thành công nhất trong lịch sử Bundesliga với việc dành phần lớn sự nghiệp khoác áo và có những đóng góp lớn trong màu áo Bayern Munich. Trong suốt sự nghiệp thi đấu của mình, anh đã ghi hơn 700 bàn thắng trong sự nghiệp cho câu lạc bộ và đội tuyển quốc gia.
Sau khi trở thành cầu thủ ghi nhiều bàn thắng nhất ở giải hạng ba và hạng hai của bóng đá Ba Lan cùng với Znicz Pruszków, Lewandowski chuyển đến giải đấu hàng đầu Lech Poznań, giúp đội vô địch Ekstraklasa mùa giải 2009–10. Năm 2010, anh chuyển đến Borussia Dortmund, nơi anh đã giành được những danh hiệu bao gồm hai chức vô địch Bundesliga liên tiếp và giải thưởng Vua phá lưới của giải đấu. Năm 2013, anh cũng góp mặt cùng Dortmund trong trận Chung kết UEFA Champions League 2013. Trước khi bắt đầu mùa giải 2014–15, Lewandowski đã đồng ý gia nhập đối thủ trong nước của Dortmund, Bayern Munich theo dạng chuyển nhượng tự do. Ở Munich, anh đã giành được danh hiệu Bundesliga trong 8 mùa giải của mình. Lewandowski góp mặt trong chức vô địch UEFA Champions League 2019–20 của Bayern như một phần của cú ăn ba. Anh là một trong hai cầu thủ duy nhất, cùng với Johan Cruyff, đạt được cú ăn ba châu Âu đồng thời là cầu thủ ghi nhiều bàn thắng nhất trong cả ba giải đấu và là người đầu tiên làm được điều đó với tư cách là vua phá lưới duy nhất.
Là người đại diện cho đội tuyển Ba Lan kể từ năm 2008, Lewandowski đã có hơn 150 lần khoác áo và là thành viên của đội họ tại các kỳ UEFA Euro vào các năm 2012, 2016, 2020 và 2024, cũng như các kỳ FIFA World Cup vào các năm 2018 và 2022. Với 85 bàn thắng quốc tế, Lewandowski là cầu thủ ghi bàn hàng đầu mọi thời đại cho Ba Lan và là cầu thủ nam ghi bàn quốc tế nhiều thứ ba ở châu Âu, chỉ sau Ferenc Puskás (84) và Cristiano Ronaldo (130). Anh đã giành được Giải thưởng Cầu thủ ghi bàn quốc tế xuất sắc nhất thế giới của IFFHS vào năm 2015 và 2021,Giải thưởng Cầu thủ ghi bàn hàng đầu xuất sắc nhất thế giới của IFFHS vào năm 2020 và 2021, và Giải thưởng Cầu thủ ghi bàn thắng hàng đầu xuất sắc nhất thế giới của IFFHS vào năm 2021. Anh cũng đã giành được Cầu thủ xuất sắc nhất thế giới của IFFHS vào năm 2020 và 2021 và Chiếc giày vàng châu Âu cho các năm 2020–21 và 2021–22 các mùa. Ngoài ra, Lewandowski đã mười lần được vinh danh là Cầu thủ xuất sắc nhất Ba Lan của năm và ba lần là Nhân vật thể thao Ba Lan của năm.
Năm 2020, Lewandowski đã giành được Giải thưởng Cầu thủ nam xuất sắc nhất của FIFA (được giữ nguyên vào năm 2021) và Giải thưởng Cầu thủ nam xuất sắc nhất của UEFA. Anh đã hai lần được xướng tên vào Đội hình xuất sắc nhất năm của UEFA. Anh là cầu thủ ghi bàn nhiều thứ ba trong lịch sử Champions League. Lewandowski đã 5 lần được vinh danh là Cầu thủ xuất sắc nhất mùa giải Bundesliga của VDV. Anh đã ghi hơn 300 bàn thắng ở Bundesliga (cầu thủ ghi nhiều bàn thắng thứ hai mọi thời đại ở Bundesliga, chỉ sau 365 bàn thắng của Gerd Müller tại Bundesliga), đạt cột mốc thế kỷ nhanh hơn bất kỳ cầu thủ nước ngoài nào khác và là cầu thủ xuất sắc nhất mọi thời đại của giải đấu. cầu thủ ngoại hàng đầu. Vào năm 2015, khi đang chơi cho Bayern, anh đã ghi 5 bàn thắng trong vòng chưa đầy 9 phút vào lưới VfL Wolfsburg, bàn thắng nhanh nhất của bất kỳ cầu thủ nào trong lịch sử Bundesliga cũng như bất kỳ giải bóng đá lớn nào của Châu Âu mà anh đã được trao bốn kỷ lục Guinness thế giới. Hơn nữa, anh đã giành được giải thưởng Vua phá lưới Bundesliga trong bảy mùa giải, nổi bật nhất là ở Bundesliga 2020–21 nơi anh ghi được 41 bàn thắng trong một mùa giải, phá vỡ kỷ lục 40 bàn thắng Bundesliga trước đó của Gerd Müller, được thiết lập vào năm 1971–72. Vào ngày 30 tháng 11 năm 2021, anh về nhì trong cuộc bầu chọn Quả bóng Vàng, chỉ kém người chiến thắng Lionel Messi 33 điểm.

## Sự nghiệp câu lạc bộ

### Khởi đầu sự nghiệp
—Lewandowski nói về hình mẫu thời thơ ấu của anh
Lewandowski sinh ra ở Warsaw và lớn lên ở Leszno, Warsaw West County. Anh bước những bước đầu tiên trong bóng đá với tư cách là một cầu thủ chưa đăng ký cho câu lạc bộ địa phương, Partyzant Leszno. Năm 1997, anh gia nhập MKS Varsovia Warsaw, khi còn là một thiếu niên, anh đã chơi trong bảy năm. Năm sau, anh chuyển đến đội bóng hạng 4 Delta Warsaw, nơi anh cuối cùng đã được chơi ở đội một, ghi được bốn bàn thắng vào cuối mùa giải.
Trong 2006–07  [ pl ] , Lewandowski là tay săn bàn hàng đầu của giải hạng ba Ba Lan với 15 bàn thắng, giúp Znicz Pruszków giành quyền thăng hạng. Mùa giải tiếp theo, anh là vua phá lưới giải hạng hai Ba Lan với 21 bàn thắng.

### Lech Poznań

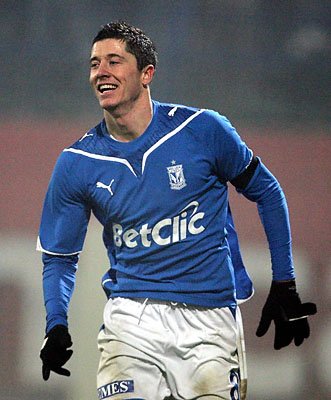
Lewandowski thi đấu cho Lech Poznań mùa giải 2009–10.

Vào tháng 6 năm 2008, Lech Poznań ký hợp đồng với Lewandowski từ Znicz với giá 1,5 triệu PLN. Đầu tháng đó, người đại diện của Lewandowski Cezary Kucharski đã đề nghị anh đến đội bóng cũ Sporting Gijón, đội đã thăng hạng La Liga, giải hạng nhất của Tây Ban Nha, sau mười năm ở Segunda División. Tuy nhiên, Gijón đã từ chối anh ta.
Anh ra mắt Lech vào ngày 17 tháng 7 năm 2008 với tư cách là người thay thế trong trận đấu lượt đi vòng loại đầu tiên của UEFA Cup với Khazar Lankaran từ Azerbaijan, trong đó anh ghi bàn thắng duy nhất trong buổi tối ở phút thứ 75 tại Sân vận động Cộng hòa Tofiq Bahramov. Trong trận ra mắt Ekstraklasa ở trận đầu tiên của mùa giải, trong trận đấu với GKS Bełchatów, anh đã ghi một bàn thắng bằng gót chỉ bốn phút sau khi vào sân ở cuối hiệp hai. Trong mùa giải đầu tiên ở giải hạng nhất Ba Lan, anh đứng thứ hai trong bảng xếp hạng ghi bàn. Lewandowski kết thúc mùa giải với 18 bàn sau 42 trận. Anh cũng đã ghi bàn trong trận hòa 1-1 trước Wisła Kraków ở Siêu cúp Ba Lan 2009 vào ngày 27 tháng 7, và thực hiện thành công quả sút luân lưu. Mùa giải tiếp theo, anh trở thành Vua phá lưới với 18 bàn thắng và giúp đội của anh giành chức vô địch 2009–10.
Huấn luyện viên người Anh, Sam Allardyce, nói rằng Lewandowski chuẩn bị gia nhập câu lạc bộ Premier League Blackburn Rovers vào năm 2010, nhưng những đám mây tro núi lửa gây ra bởi vụ phun trào Eyjafjallajökull năm 2010 đã đình chỉ tất cả các chuyến bay đến và đi khỏi Vương quốc Anh, bên cạnh những lo lắng về tài chính khác \, ngăn chặn sự chuyển giao tiềm năng. Hơn nữa, Lewandowski cũng chuẩn bị gia nhập câu lạc bộ Ý Genoa, trước khi chủ tịch Enrico Preziosi quyết định hủy bỏ vụ chuyển nhượng.

### Borussia Dortmund

#### 2010–2012: Cú đúp vô địch và cúp quốc gia

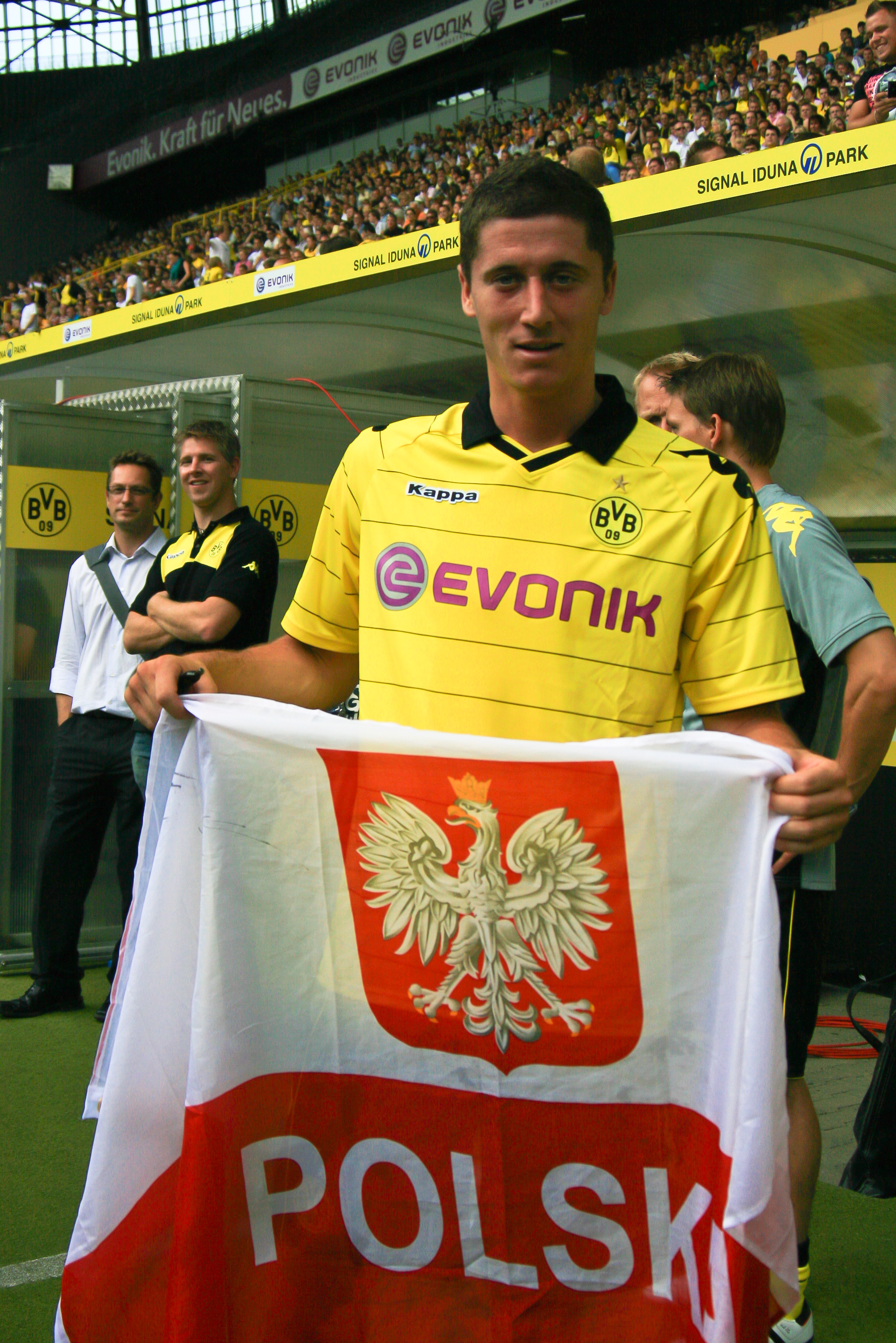
Lewandowski vào ngày ra mắt với tư cách là một cầu thủ của Borussia Dortmund, tháng 7 năm 2010.

Tháng 6 năm 2010, anh đã ký hợp đồng có thời hạn bốn năm với đội bóng Đức Borussia Dortmund với phí chuyển nhượng khoảng 4,5 triệu €. Ngày 19 tháng 9, Lewandowski có được bàn thắng đầu tiên tại Bundesliga trong chiến thắng 3-1 trước Schalke 04 sau khi vào sân từ ghế dự bị thay cho Kagawa Shinji. Trong mùa giải 2010-11, anh có 9 bàn thắng sau 43 trận.
Ngày 1 tháng 10 năm 2011, Lewandowski có được một pha kiến tạo và một hat-trick trong chiến thắng 4–0 trước FC Augsburg. Cú đúp của anh đem về chiến thắng 5-0 trước 1. FC Köln vào ngày 22 tháng 10 và 4-1 trước SC Freiburg vào ngày 17 tháng 12. Cuối năm 2011, anh giành được danh hiệu Cầu thủ Ba Lan xuất sắc nhất năm.
Anh ghi bàn thắng duy nhất trong trận đấu với Bayern München vào ngày 11 tháng 4 giúp cho Dortmund duy trì khoảng cách 6 điểm với Bayern khi mà Bundesliga 2011-12 chỉ còn bốn vòng đấu. Ngày 21 tháng 4, Lewandowski kiến tạo cho Kagawa đem về chiến thắng 2–0 trước Borussia Mönchengladbach giúp Dortmund bảo vệ thành công chức vô địch. Trận đấu cuối cùng của Bundesliga mùa giải 2011-12, anh lập cú đúp trong chiến thắng 4-0 trước Freiburg. Lewandowski đem về cho Dortmund cú đúp danh hiệu vô địch mùa giải 2011-12 với hat-trick trong trận chung kết Cúp bóng đá Đức thắng München 5-2.
Trong mùa giải 2012-13, anh phá kỷ lục ghi bàn liên tiếp của câu lạc bộ tại Bundesliga với thành tích 12 trận, vượt qua kỷ lục cũ của Friedhelm Konietzka ở mùa giải 1964-65. Trong trận đấu đầu tiên của Dortmund tại UEFA Champions League 2012–13 với Ajax, Lewandowski đã ghi bàn thắng duy nhất của trận đấu ở phút thứ 87.

#### 2012–2014: Á quân Champions League và cầu thủ ghi bàn hàng đầu giải đấu

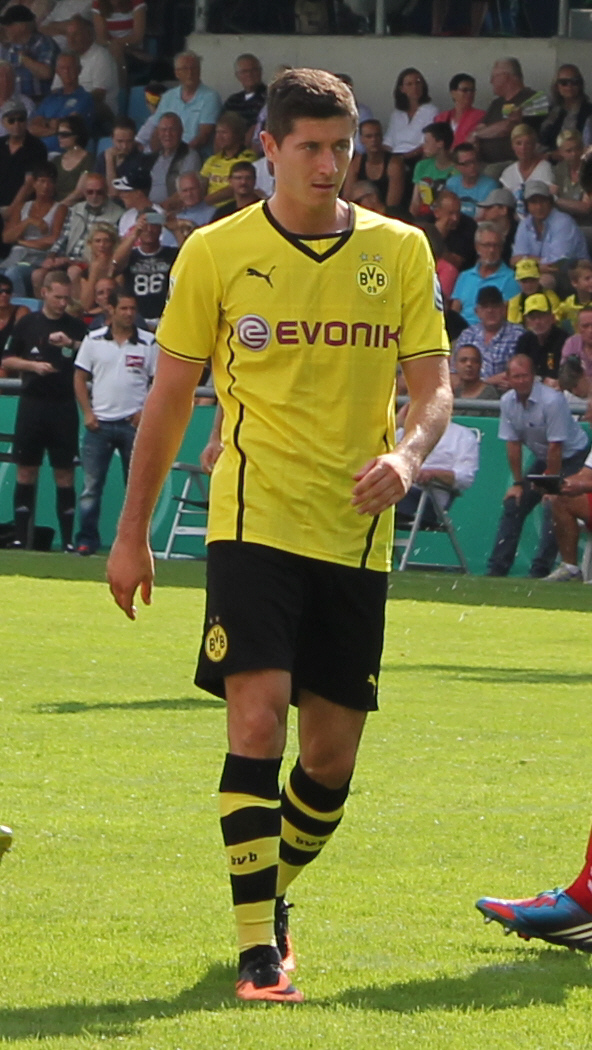
Lewandowski chơi cho Dortmund trong DFB-Pokal gặp Wilhelmshaven vào tháng 8 năm 2013.

Tháng 2 năm 2013, giám đốc điều hành của Borussia Dortmund Michael Zorc xác nhận Lewandowski sẽ không gia hạn hợp đồng và sẽ rời câu lạc bộ vào mùa hè 2013 hoặc sau mùa giải 2013-14.
Ngày 24 tháng 4 năm 2013, Lewandowski trở thành cầu thủ đầu tiên trong lịch sử UEFA Champions League ghi được bốn bàn thắng trong một trận bán kết của giải đấu này trong chiến thắng 4-1 trước Real Madrid tại sân Westfalenstadion. Anh đồng thời cũng là cầu thủ đầu tiên ghi được hat-trick vào lưới Real Madrid tại UEFA Champions League. Ngày 25 tháng 5, anh và các đồng đội đã để thua Bayern München trong trận Chung kết UEFA Champions League 2013 với tỉ số 1-2.
Ngày 27 tháng 7 năm 2013, Lewandowski giành chức vô địch Siêu cúp bóng đá Đức 2013 sau chiến thắng 4-2 trước Bayern München. Anh có bàn thắng đầu tiên trong mùa giải 2013-14 trong chiến thắng 4–0 trước Augsburg tại Bundesliga vào ngày 10 tháng 8. Ngày 1 tháng 11, anh lập hat-trick giúp Dortmund đại thắng VfB Stuttgart 6-1.
Ngày 25 tháng 2 năm 2014, Lewandowski lập cú đúp trong trận đấu vòng 1/16 Champions League với Zenit Saint Petersburg, chính thức trở thành cầu thủ của Dortmund có thành tích ghi bàn tốt nhất tại các giải đấu châu Âu với 16 bàn (kỷ lục cũ thuộc về Stéphane Chapuisat). Anh có bàn thắng thứ 100 cho Dortmund trong trận tứ kết Cúp bóng đá Đức với VfL Wolfsburg vào ngày 16 tháng 4 năm 2014.
Kết thúc mùa giải, Lewandowski trở thành vua phá lưới Bundesliga 2013–14 với 20 bàn thắng. Anh có trận đấu cuối cùng cho Dortmund trong trận chung kết Cúp bóng đá Đức 2014 với Bayern München vào ngày 17 tháng 5. Chung cuộc đội bóng của anh thất thủ 2-0 sau 120 phút thi đấu.

### Bayern München
Ngày 3 tháng 1 năm 2014, Lewandowski chính thức gia nhập FC Bayern München theo dạng chuyển nhượng tự do với bản hợp đồng có thời hạn 5 năm (kéo dài tới tháng 6 năm 2019). anh trở thành cầu thủ thứ 2 trong hai năm liên tiếp nói lời chia tay Borussia Dortmund để chuyển sang khoác áo Bayern München (trước đó là tiền vệ Mario Götze). Anh chính thức ra mắt đội bóng mới vào ngày 9 tháng 7 năm 2014. Tuy nhiên ngay trong trận đấu đầu tiên cho Bayern, anh đã phải chịu thất bại 2-0 trước đội bóng cũ Dortmund tại trận tranh Siêu cúp bóng đá Đức 2014 ngày 13 tháng 8 năm 2014.

#### 2014–2015: Chức vô địch Bundesliga thứ ba

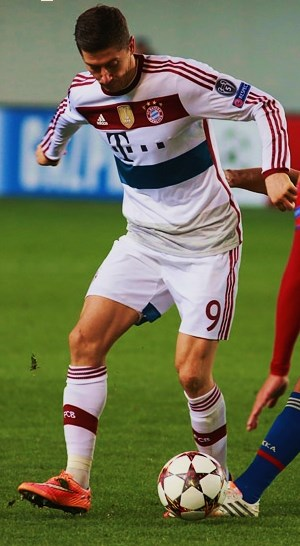
Lewandowski thi đấu tại Champions League với CSKA Moscow vào tháng 10 năm 2014.

Anh có bàn thắng đầu tiên trong màu áo Bayern trong trận hòa 1–1 với Schalke 04 vào ngày 30 tháng 8 tại Bundesliga. Cuối tháng 10, anh có bàn thắng đầu tiên cho Bayern tại đấu trường châu Âu trong chiến thắng 7-1 trước AS Roma. Ngày 1 tháng 11, trong lần đầu tiên tái ngộ đội bóng cũ Dortmund tại Bundesliga, Lewandowski đã ghi bàn giúp Bayern giành chiến thắng 2-1 trong khi Dortmund tiếp tục chìm sâu ở cuối bảng xếp hạng. Lewandowski ghi được tổng cộng ba bàn thắng trong hai chiến thắng hủy diệt liên tiếp với các tỉ số 8-0 và 6-0 của Bayern trước Hamburger SV và SC Paderborn 07 vào cuối tháng 2 năm 2015, nâng tổng số bàn thắng của anh cho Bayern lên con số 12.
Ngày 21 tháng 4, trong trận tứ kết lượt về UEFA Champions League 2014-15, Lewandowski lập cú đúp ngay trong hiệp 1 giúp Bayern đánh bại Porto 6-1, giành quyền vào bán kết với tổng tỉ số 7-4 sau khi đã để thua 3-1 ở trận lượt đi. Năm ngày sau đó, anh chính thức có được danh hiệu vô địch Bundeslia đầu tiên cùng "Hùm xám" sau khi VfL Wolfsburg để thua Borussia Mönchengladbach. Ngày 28 tháng 4, trong trận bán kết DFB-Pokal với Dortmund, anh là người ghi bàn mở tỉ số trận đấu nhưng Bayern sau đó đã bị loại sau thất bại trên chấm luân lưu. Đến trận lượt về bán kết Champions League với Barcelona, anh lại tiếp tục lập công với pha xử lý kỹ thuật loại bỏ Javier Mascherano trước khi tung ra cú dứt điểm gỡ hòa 2-2 cho đội bóng Đức. Bayern giành thắng lợi 3-2 nhưng bị loại với tổng tỉ số 3-5 sau hai lượt trận.

#### 2015–2017: Thành công trong nước, Torjägerkanone, và 100 bàn thắng cho Bayern

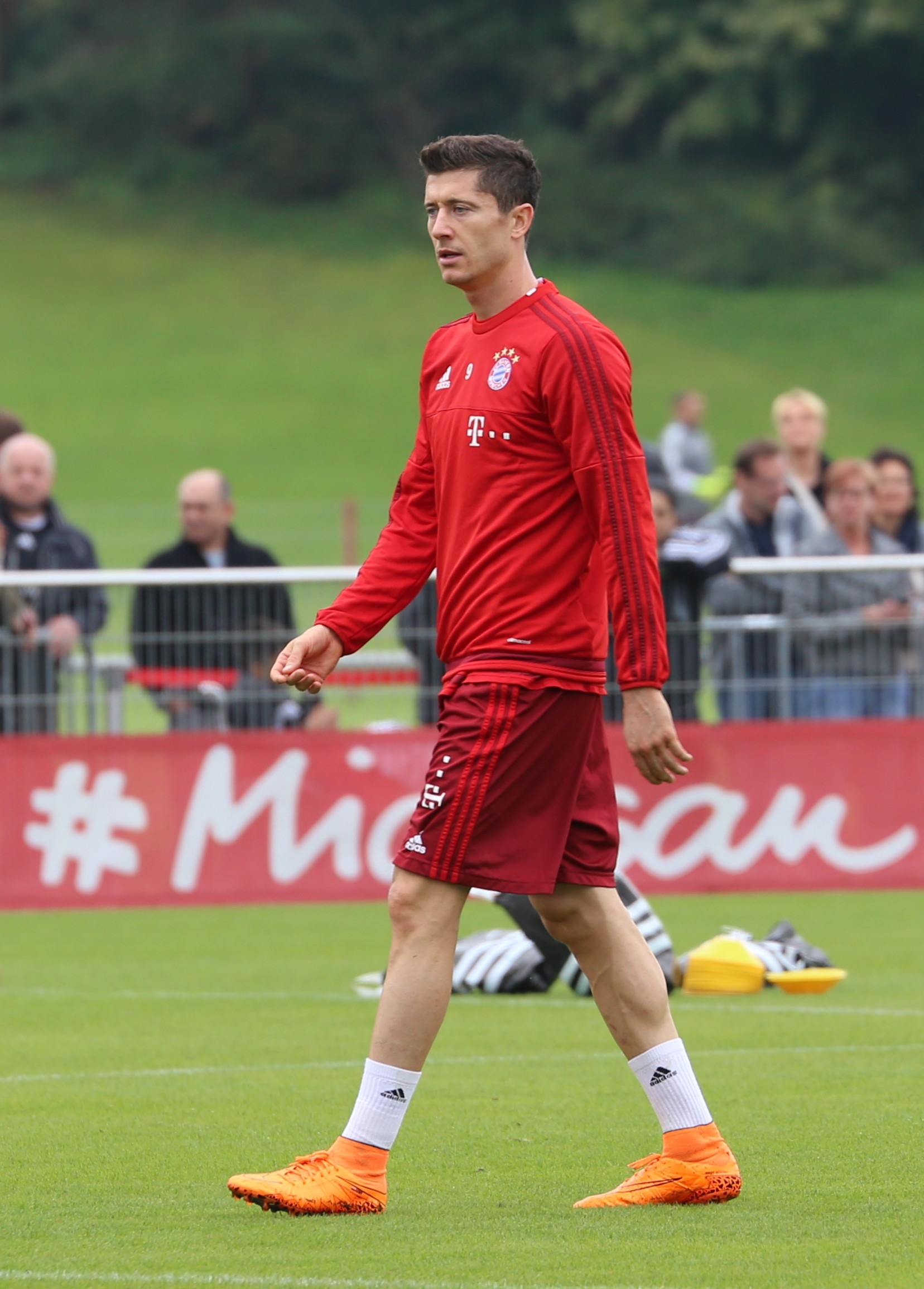
Lewandowski tập luyện vào tháng 9 năm 2015.

Ngày 9 tháng 8 năm 2015, Lewandowski ghi bàn thắng ấn định chiến thắng 3-1 trước FC Nöttingen tại vòng đấu thứ nhất DFB-Pokal. Ngày 14 tháng 8, trong trận đấu đầu tiên của Hùm xám tại Bundesliga 2015–16, anh ghi bàn thắng thứ hai trong chiến thắng Hamburg 5-0.
Ngày 22 tháng 9 năm 2015, Lewandowski thiết lập kỷ lục mới tại Bundesliga khi ghi được năm bàn thắng trong vòng 9 phút trong chiến thắng 5-1 trước VfL Wolfsburg (trước đó Bayern đang bị dẫn trước 1-0), cụ thể là thành tích ghi năm bàn một trận nhanh nhất trong lịch sử giải đấu này và cầu thủ ghi được nhiều bàn thắng nhất sau khi vào sân từ ghế dự bị. Lewandowski còn trở thành cầu thủ lập hat-trick nhanh nhất trong lịch sử Bundesliga (4 phút). Hat-trick nhanh nhất được lập trước đó thuộc về Michael Tönnies của MSV Duisburg năm 1991 với thời gian 6 phút. Đây cũng là thành tích ghi năm bàn nhanh nhất tại các giải đấu lớn châu Âu kể từ khi Opta bắt đầu thống kê và chấm dứt chuỗi 14 trận bất bại liên tiếp của Wolfsburg. Bốn ngày sau đó, anh ghi được cú đúp trong trận thắng 1. FSV Mainz 05 3-0 để trở thành cầu thủ nước ngoài đạt đến mốc 100 bàn thắng nhanh nhất tại Bundesliga (sau 168 trận) và là cầu thủ "Hùm xám" thứ hai (người đầu tiên là Gerd Müller) có được 10 bàn thắng sau 7 trận mở màn giải đấu. Ngày 29 tháng 9, anh lập hat-trick trong chiến thắng 5-0 trước Dinamo Zagreb tại UEFA Champions League và tổng cộng anh đã có 10 bàn thắng chỉ sau ba trận đấu trong cùng một tuần. Đến ngày 4 tháng 10, anh lại có cú đúp nữa vào lưới Dortmund, có được 12 bàn thắng sau 4 trận liên tiếp.
Ngày 7 tháng 5 năm 2016, Lewandowski ghi cả hai bàn thắng trong chiến thắng 2-1 trước FC Ingolstadt để giúp Bayern chính thức có được danh hiệu vô địch Bundesliga lần thứ tư liên tiếp. Một tuần sau đó, anh trở thành tiền đạo đầu tiên sau 39 năm tại Bundesliga chạm tới cột mốc 30 bàn thắng (kỷ lục trước đó thuộc về Dieter Müller trong mùa giải 1976-77) sau pha lập công trong trận đấu với Hannover 96. Thành tích 30 bàn thắng cũng giúp anh giành danh hiệu vua phá lưới Bundesliga lần thứ hai trong vòng ba năm.
Lewandowski khởi đầu mùa giải 2016–17 với danh hiệu vô địch Siêu cúp Đức cùng với Bayern sau chiến thắng 2-0 trước Borussia Dortmund ngày 14 tháng 8 năm 2016. Sau đó trong trận đấu vòng 1 DFB–Pokal với Carl Zeiss Jena, anh đã lập hat-trick trong chiến thắng 5–0. Lewandowski lập tiếp một hat-trick nữa trong trận mở màn Bundesliga 2016–17 thắng Werder Bremen 6-0. Trong trận đấu ở vòng đấu tiếp theo với Schalke, anh có pha lập công mở tỉ số ở phút 81 để chung cuộc Bayern giành thắng lợi 2-0. Ngày 29 tháng 10, anh chấm dứt chuỗi năm trận liên tiếp không ghi bàn tại Bundesliga với cú đúp trong chiến thắng 3-1 trước FC Augsburg. Trong hai vòng đấu 13 và 14 của Bundesliga mà Bayern thắng Mainz 05 3-1 và VfL Wolfsburg 5-0, Lewandowski có hai cú đúp liên tiếp, trong đó có một quả đá phạt trực tiếp ở phút 90+2 trận đấu với Mainz.
Ngày 20 tháng 1 năm 2017, anh giúp Bayern ngược dòng đánh bại SC Freiburg 2-1 bằng hai bàn thắng. Ngày 25 tháng 2, anh lập hat-trick trong chiến thắng hủy diệt 8-0 trước Hamburger SV. Ngày 11 tháng 3 năm 2017, Lewandowski đạt đến cột mốc 100 bàn thắng sau 137 trận cho Bayern với cú đúp trong chiến thắng 3-0 trước Eintracht Frankfurt tại Bundesliga.

#### 2017–2019: Liên tiếp đoạt Chiếc giày vàng và là cầu thủ ghi bàn nước ngoài mọi thời đại tại Bundesliga
Ngày 5 tháng 8 năm 2017, Lewandowski ghi bàn gỡ hòa 1–1 trong trận tranh Siêu cúp Đức 2017 với Borussia Dortmund. Bayern giành chiến thắng 5-4 ở loạt sút luân lưu sau khi hòa 2-2 ở giờ thi đấu chính thức. Một tuần sau đó, anh lập cú đúp trong trận thắng 5-0 trước Chemnitzer FC tại vòng 1 Cúp bóng đá Đức 2017–18. Anh tiếp tục lập công trong hai vòng đấu đầu tiên của Bundesliga 2017-18 trong tháng 8.
Ngày 13 tháng 12 năm 2017, anh ghi bàn thắng duy nhất trong trận đấu với 1. FC Köln tại Bundesliga để điền tên mình vào danh sách 10 cầu thủ ghi nhiều bàn thắng nhất lịch sử giải đấu này.

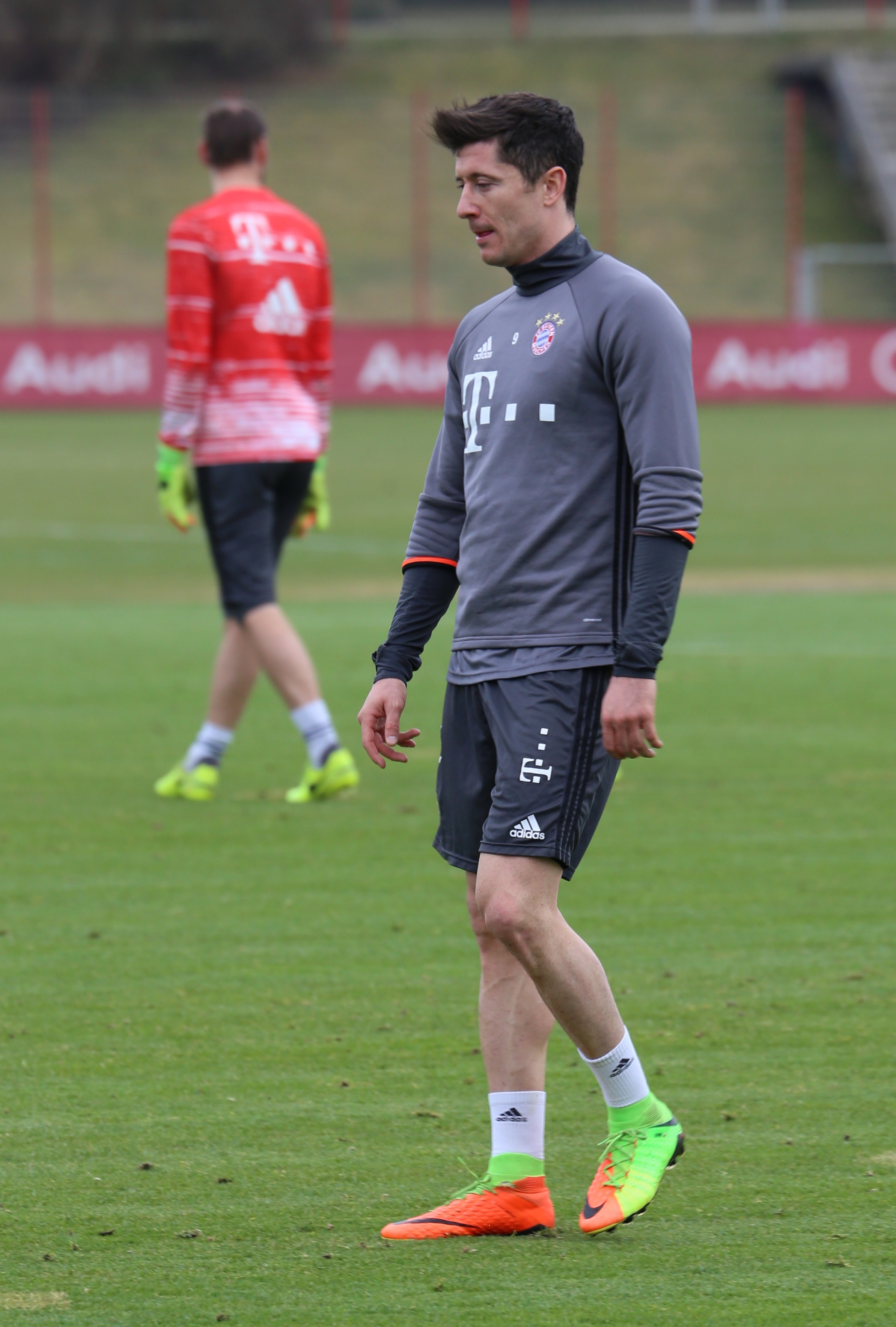
Lewandowski tập luyện vào tháng 3 năm 2017.

Ngày 10 tháng 2, Lewandowski đạt kỷ lục ghi bàn 11 trận liên tiếp trên sân nhà trong khuôn khổ Bundesliga, cân bằng thành tích của huấn luyện viên đương nhiệm của anh, Jupp Heynckes. Ngày 10 tháng 3, anh lập hat-trick trong chiến thắng 6-0 trước Hamburg để cán mốc 100 bàn ở Bundesliga cho Bayern. Đến ngày 31 tháng 3, anh lại có một hat-trick, lần này là vào lưới đội bóng cũ Dortmund để giúp Bayern giành chiến thắng 6-0.
Ngày 19 tháng 5, Lewandowski ghi bàn thắng duy nhất của Bayern München trong trận thua Eintracht Frankfurt 3-1 chung kết Cúp bóng đá Đức. Lewandowski kết thúc mùa giải 2017-18 với danh hiệu vua phá lưới Bundesliga (29 bàn thắng) và đây là lần thứ ba anh giành được danh hiệu này. Anh có 41 bàn thắng sau 48 trận trên tất cả mặt trận trong mùa giải này.
Vào ngày 1 tháng 8, sau một mùa hè đồn đoán chuyển nhượng, Giám đốc điều hành của Bayern, Karl-Heinz Rummenigge, đã xác nhận trong một cuộc phỏng vấn rằng Lewandowski sẽ không được phép rời Bayern với bất kỳ giá nào, nói rằng "chất lượng hàng đầu mà chúng tôi có ở Bayern Munich sẽ ở lại đây. Robert, chúng tôi rõ ràng muốn gửi một tín hiệu đến những người trong và ngoài câu lạc bộ: Bayern Munich hoàn toàn khác biệt với những câu lạc bộ khác, những đội yếu kém khi một số khoản tiền nhất định được đề cập đến." Ngày 12 tháng 8 năm 2018, Lewandowski ghi hat-trick đầu tiên trong lịch sử Siêu cúp Đức trong chiến thắng 5-0 trước Eintracht Frankfurt và Bayern lần thứ 7 trong lịch sử có được danh hiệu này. Anh cũng trở thành cầu thủ ghi bàn hàng đầu mọi thời đại trong lịch sử Siêu cúp Đức.
Vào ngày 27 tháng 11, Lewandowski trở thành cầu thủ ghi 50 bàn nhanh thứ ba (sau Lionel Messi và Ruud van Nistelrooy) ở Champions League, khi anh ghi hai bàn trong chiến thắng 5–1 trên sân nhà trước Benfica. Lewandowski chỉ mất 77 trận tại Champions League để đạt được cột mốc này. Anh kết thúc với tư cách là vua phá lưới ở vòng bảng Champions League với tám bàn thắng sau sáu trận đấu. Vào ngày 9 tháng 2 năm 2019, Lewandowski ghi bàn trong chiến thắng 3–1 trước Schalke 04 và trở thành cầu thủ đầu tiên ghi được 100 bàn thắng tại Allianz Arena. Bàn thắng của anh cũng là bàn thắng thứ 119 của anh ở giải đấu cho Bayern Munich, trận đấu đã chứng kiến anh hòa với Roland Wohlfarth là cầu thủ ghi bàn nhiều thứ ba mọi thời đại của câu lạc bộ.
Anh đã vượt qua Wohlfarth vào tháng tiếp theo sau khi ghi một cú đúp trong chiến thắng 5–1 trước Borussia Mönchengladbach, với bàn thắng thứ hai của anh cũng giúp anh san bằng kỷ lục 195 bàn thắng tại Bundesliga của một cầu thủ nước ngoài. Trong trận đấu tiếp theo, anh đã phá kỷ lục của Pizarro bằng cách ghi hai bàn trong chiến thắng 6–0 trước Wolfsburg. Vào ngày 6 tháng 4, trong cuộc gặp gỡ thứ 100 tại Bundesliga giữa Bayern Munich và Dortmund, Lewandowski đã ghi hai bàn trong chiến thắng 5–0, với bàn thắng đầu tiên giúp anh cán mốc 200 bàn trong giải đấu.
Lewandowski kết thúc chiến dịch giải đấu với tư cách là tay săn bàn hàng đầu Bundesliga với 22 bàn thắng lần thứ tư. Vào ngày 25 tháng 5, anh ghi một cú đúp khi Bayern thắng Leipzig 3–0 trong trận Chung kết DFB-Pokal 2019. Với những bàn thắng của mình, anh trở thành cầu thủ ghi nhiều bàn thắng nhất mọi thời đại trong các trận chung kết DFB-Pokal với sáu bàn, vượt qua Gerd Müller với năm bàn. Lewandowski kết thúc mùa giải với 40 bàn sau 47 trận trên mọi đấu trường, đạt cột mốc 40 bàn trong mùa giải thứ tư liên tiếp, đồng thời giành cú đúp quốc nội thứ hai cùng Bayern.

#### 2019–2020: Cú ăn ba, Cầu thủ nam xuất sắc nhất FIFA và Cầu thủ nam UEFA của năm

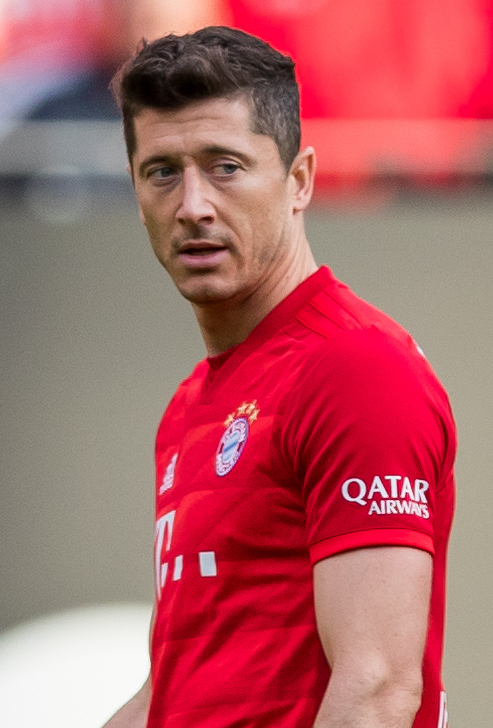
Lewandowski chơi cho Bayern Munich năm 2019.

Vào ngày 12 tháng 8, Lewandowski ghi bàn thắng đầu tiên trong mùa giải khi Bayern München đánh bại Energie Cottbus 3-1 ở vòng đầu tiên của Cúp bóng đá Đức. Bốn ngày sau, anh ghi hai bàn trong trận mở tỷ số Bundesliga 2019–20 trước Hertha BSC. Với những bàn thắng của mình, Lewandowski đã lập kỷ lục Bundesliga khi ghi bàn mở tỷ số mùa giải năm thứ 5 liên tiếp.  Sau đó, anh ghi một hat-trick vào lưới Schalke 04 tại Veltins Arena vào ngày 24 tháng 8, khi Hùm xám giành chiến thắng 3–0. Vào ngày 29 tháng 8, Lewandowski gia hạn hợp đồng với Bayern đến năm 2023. Lewandowski đã ghi bàn thắng thứ 200 cho Bayern trong chiến thắng 3–0 trước câu lạc bộ Serbia Sao Đỏ Belgrade tại Champions League vào ngày 18 tháng 9.  Cuối tháng đó, sau khi ghi bàn thắng thứ 10 của chiến dịch trong chiến thắng 3–2 trước Paderborn 07, anh trở thành cầu thủ đầu tiên trong lịch sử Bundesliga đạt được con số kép về số bàn thắng ghi được sau sáu vòng đấu đầu tiên. Lewandowski sau đó trở thành cầu thủ đầu tiên trong lịch sử Bundesliga ghi bàn trong mỗi trận mở màn 9, 10 và 11 của một mùa giải, vượt qua kỷ lục 8 trận do cựu tiền đạo Pierre-Emerick Aubameyang của Borussia Dortmund thiết lập. Vào ngày 26 tháng 11, Lewandowski đã ghi 4 bàn trong vòng chưa đầy 15 phút khi Bayern đánh bại Red Star Belgrade với tỷ số 6–0 trong trận đấu lượt về và giành vị trí thứ nhất  tại vòng bảng Champions League, lập kỷ lục mới về thời gian nhanh nhất ghi bốn bàn ở UEFA Champions League. trận đấu. Anh cũng trở thành cầu thủ thứ hai ghi được bốn bàn trong nhiều trận đấu tại UEFA Champions League.
Vào ngày 25 tháng 2 năm 2020, Lewandowski đã cân bằng kỷ lục ghi 9 bàn thắng trên sân khách của Cristiano Ronaldo trong một mùa giải ở câu lạc bộ hàng đầu châu Âu. Anh đã làm được điều đó bằng cách ghi một bàn thắng trong chiến thắng 3–0 trước Chelsea FC tại Stamford Bridge (anh cũng kiến tạo cho Serge Gnabry hai lần trong trận đấu đó). Vào ngày 10 tháng 8, Lewandowski lập một cú đúp và hai đường kiến tạo trong chiến thắng 4–1 trước Chelsea trong trận lượt về. Vào ngày 14 tháng 8, anh kiến tạo và ghi bàn trong trận Bayern München hủy diệt FC Barcelona 8–2 ở tứ kết . Lewandowski ghi được một bàn, để được 15 bàn thắng trong tổng số, trong liên tiếp trận đấu UEFA Champions League thứ chín của mình trong trận thắng 3-0 trước Olympique Lyonnais tại bán kết.  Kỉ lục ghi bàn ở châu Âu của anh kết thúc khi không ghi được bàn thắng nào trong trận chung kết UEFA Champions League với Paris Saint-Germain vào ngày 23 tháng 8; Tuy nhiên, Bayern München đã đánh bại PSG với tỷ số 1–0, mang về cho Lewandowski danh hiệu Champions League đầu tiên.  Anh cũng trở thành cầu thủ thứ hai từng giành được cú ăn ba châu Âu trong khi là vua phá lưới trong cả ba giải đấu, lặp lại thành tích của Johan Cruyff với AFC Ajax từ mùa giải 1971–72.  Tuy nhiên, Lewandowski là người đầu tiên làm được như vậy với tư cách là cầu thủ ghi bàn nhiều nhất trong cả ba giải đấu.

#### 2020–2021: Quả bóng vàng Tiền đạo xuất sắc nhất năm, Chiếc giày vàng châu Âu và các kỷ lục phá vỡ
Vào ngày 24 tháng 9, Lewandowski đã kiến tạo giúp Leon Goretzka mở tỷ số trong chiến thắng 2-1 trước đội vô địch UEFA Europa League 2019–20 Sevilla ở Siêu cúp UEFA 2020 ở Budapest. 6 ngày sau, anh ra sân trong chiến thắng 3–2 của Bayern trước Borussia Dortmund tại DFL-Supercup 2020, để giành chiếc cúp thứ năm trong năm. Vào ngày 4 tháng 10, anh ghi cả bốn bàn trong chiến thắng 4–3 trước Hertha BSC. Vào ngày 24 tháng 10, anh ghi một hat-trick trong chiến thắng 5–0 trước Eintracht Frankfurt, để trở thành cầu thủ đầu tiên ở Bundesliga ghi được 10 bàn chỉ sau năm trận. Vào ngày 16 tháng 12, anh lập một cú đúp vào lưới Wolfsburg để trở thành cầu thủ thứ ba vượt qua cột mốc 250 bàn ở Bundesliga, sau Gerd Müller và Klaus Fischer. Sau khi giành cú ăn ba với Bayern Munich và những màn trình diễn của anh trong các giải đấu,  anh được vinh danh là Cầu thủ xuất sắc nhất FIFA năm 2020 vào ngày 17 tháng 12, trở thành cầu thủ Ba Lan đầu tiên giành được giải thưởng này. Việc hủy bỏ Quả bóng vàng 2020 đã vấp phải sự chỉ trích mạnh mẽ, vì hầu hết các tổ chức tin tức và thể thao đều tin rằng Lewandowski là người thắng cuộc và đáng lẽ ra đã giành được giải thưởng này.
Vào ngày 17 tháng 1 năm 2021, Lewandowski trở thành cầu thủ đầu tiên trong lịch sử Bundesliga ghi được 21 bàn chỉ sau 16 trận - một kỷ lục mới của Hinrunde, đánh bại 20 bàn của Gerd Müller trong mùa giải 1968–69. Vào ngày 8 tháng 2, anh ghi một cú đúp trong chiến thắng 2–0 trước Al Ahly ở bán kết FIFA Club World Cup 2020. Vào ngày 11 tháng 2, anh đã giành chức vô địch FIFA Club World Cup 2020 cùng câu lạc bộ sau chiến thắng 1–0 trước câu lạc bộ hàng đầu Mexico Tigres trong trận chung kết, khi Bayern trở thành câu lạc bộ thứ hai (sau Barcelona năm 2009) giành sáu danh hiệu trong một năm dương lịch. Anh cũng tham gia vào bàn thắng của Benjamin Pavard, và được vinh danh là cầu thủ của giải đấu. Vào ngày 23 tháng 2, Lewandowski đã mở tỷ số trong chiến thắng 4–1 trước Lazio ở trận lượt đi vòng 16 đội Champions League, đạt bàn thắng thứ 72 tại Champions League và vượt qua Raúl để trở thành cầu thủ ghi nhiều bàn thắng thứ ba trong lịch sử giải đấu. Ngày 6 tháng 3, Lewandowski ghi ba bàn giúp Bayern thắng ngược Dortmund 4-2 tại vòng 24 Bundesliga. Anh ghi bàn trong cả hai trận lượt đi và về vòng 16 đội Champions League với Lazio nhưng sau đó vì chấn thương gặp phải khi thi đấu cho đội tuyển Ba Lan khiến anh vắng mặt hai trận tứ kết với Paris Saint-Germain và sau đó Bayern đã trở thành cựu vô địch. Vào ngày 24 tháng 4, anh trở lại sau gần một tháng thi đấu bên lề trong trận thua 1-2 trước Mainz, nơi anh ghi bàn trong thời gian bù giờ. Vào ngày 8 tháng 5, anh ghi hat-trick thứ 14 tại Bundesliga trong chiến thắng 6–0 trước Borussia Mönchengladbach. Ngày 15 tháng 5, Lewandowski cân bằng kỷ lục 49 năm của huyền thoại Gerd Müller về số bàn thắng trong một mùa giải tại Bundesliga là 40 bàn với pha thực hiện phạt đền thành công ở trận hòa Freiburg 2-2. Ngày 22 tháng 5, anh chính thức trở thành cầu thủ ghi bàn nhiều nhất trong một mùa Bundesliga với 41 bàn, khi ấn định thắng lợi 5-2 cho Bayern trước Augsburg ở phút 90 của trận đấu. Với số bàn thắng này, anh cũng giành luôn danh hiệu Chiếc giày vàng châu Âu mùa bóng 2020–21. Trong toàn bộ mùa giải 2020–21, anh có tổng cộng 48 bàn thắng sau 40 trận trên mọi đấu trường, đạt cột mốc ít nhất 40 bàn trong lần thứ sáu.

#### 2021–2022: Mùa giải cuối cùng với Bayern và Chiếc giày vàng châu Âu thứ hai
Lewandowski đã bắt đầu mùa giải Bundesliga 2021–22 của mình bằng một cú vô-lê gờ hòa trong trận hòa 1-1 trước Borussia Mönchengladbach vào ngày 13 tháng 8, khiến anh trở thành cầu thủ đầu tiên ghi bàn trong bảy trận mở màn Bundesliga liên tiếp. Anh cũng ghi một cú đúp và đánh gót cho Thomas Müller trong chiến thắng 3–1 trên sân khách trước Dortmund tại DFL-Supercup 2021 vào ngày 17 tháng 8. Trận đấu diễn ra trước một khoảnh khắc im lặng của Gerd Müller, người đã qua đời trước đó hai ngày. Vào ngày 28 tháng 8, anh ghi hat-trick thứ 15 tại Bundesliga trong chiến thắng 5–0 trước Hertha BSC, lập kỷ lục mới cho câu lạc bộ và người Đức về số lần ra sân liên tiếp nhiều nhất trên mọi đấu trường với bàn thắng ở phút 16, vượt qua kỷ lục trước đó là 15 do Gerd Müller nắm giữ từ năm 1969 đến năm 1970. Ngoài ra, anh còn ghi được hơn 300 bàn thắng với Bayern Munich trên mọi đấu trường. Vào ngày 18 tháng 9, Lewandowski ghi bàn trong trận đấu thứ 13 liên tiếp trên sân nhà tại Bundesliga trước VfL Bochum, vượt qua kỷ lục 12 trận trước đó do Gerd Müller nắm giữ (tháng 10 năm 1969 đến tháng 4 năm 1970) và Jupp Heynckes (tháng 6 năm 1972 đến tháng 2 năm 1973).
—Người chiến thắng Ballon d'Or năm 2021 Lionel Messi trên Lewandowski trong bài phát biểu nhận giải sau khi giải thưởng bị hủy bỏ vào năm trước
Vào ngày 23 tháng 11, Lewandowski đã mở tỷ số bằng một cú đá xe đạp chổng ngược trong chiến thắng 2-1 trước Dynamo Kiev trong trận đấu thuộc vòng bảng Champions League, trở thành cầu thủ đầu tiên ghi bàn trong chín trận liên tiếp trong hai mùa giải riêng biệt. Giữa mùa giải, Lewandowski đứng thứ hai trong giải thưởng Quả bóng vàng năm 2021, sau Lionel Messi của Paris Saint-Germain và nhận được giải thưởng Tiền đạo của năm do tạp chí France Football bình chọn. Vào ngày 17 tháng 12, Lewandowski lập kỷ lục Bundesliga ghi nhiều bàn thắng nhất trong một năm dương lịch với bàn thắng thứ 43 của anh.
Vào ngày 15 tháng 1 năm 2022, Lewandowski lập hat-trick và bàn thắng thứ 300 tại Bundesliga trong chiến thắng 4–0 trên sân khách trước 1. FC Köln. Vào ngày 8 tháng 3, Lewandowski lập hat-trick trong chiến thắng 7–1 trước Red Bull Salzburg ở trận lượt về vòng 16 đội Champions League. Đến trong 23 phút đầu tiên của trận đấu, cú hat-trick của Lewandowski trở thành bàn thắng sớm nhất mà một cầu thủ ghi được từ đầu một trận đấu tại Champions League. Chỉ mất 11 phút từ bàn thắng đầu tiên đến bàn thắng cuối cùng, ba bàn thắng của Lewandowski vào lưới Salzburg cũng được xếp hạng là hat-trick nhanh nhất từng được ghi trong các vòng đấu loại trực tiếp của Champions League. Với những bàn thắng này, anh đã vượt qua cột mốc 40 bàn trên mọi đấu trường trong mùa giải thứ bảy liên tiếp. Lewandowski đã kết thúc mùa giải Bundesliga với 35 bàn thắng đạt danh hiệu Vua phá lưới mùa thứ 5 liên tiếp, ngang với kỷ lục của Gerd Müller. Anh cũng phá kỷ lục ghi bàn trên sân khách nhiều nhất Bundesliga trong một mùa giải với 19 bàn. Ngoài ra, anh đã giành được danh hiệu Chiếc giày vàng châu Âu lần thứ 2 liên tiếp.
Vào ngày 30 tháng 5 năm 2022, Lewandowski tuyên bố mong muốn rời khỏi Bayern Munich, nói rằng "Câu chuyện của tôi với Bayern đã kết thúc, tôi không thể tưởng tượng được sự hợp tác tốt hơn nữa... Tôi hy vọng họ sẽ không ngăn cản tôi (rời đi) chỉ vì họ có thể. Chuyển nhượng là giải pháp tốt nhất cho tất cả mọi người."

### Barcelona

#### Chuyển nhượng
Tại Bayern Munich, Lewandowski tự khẳng định mình là một trong những cầu thủ xuất sắc nhất trong thế hệ của mình. Vào ngày 16 tháng 7 năm 2022, Barcelona xác nhận họ đã đạt được thỏa thuận với Bayern Munich về việc chuyển nhượng Lewandowski. Ba ngày sau, Lewandowski ký hợp đồng 4 năm với mức phí 45 triệu euro, có khả năng tăng lên 50 triệu euro với các điều khoản bổ sung. Hợp đồng bao gồm điều khoản giải phóng trị giá 500 triệu euro. Lewandowski trở thành cầu thủ Ba Lan đắt giá nhất trong lịch sử và là vụ mua bán đắt giá nhất mọi thời đại của Bayern Munich. Lewandowski chính thức ra mắt trước 50.000 người hâm mộ vào ngày 5 tháng 8 tại Camp Nou, và được trao chiếc áo số 9 mà Memphis Depay đã mặc trước đó, và được đăng ký chính thức vào ngày 12 tháng 8, trong bối cảnh có suy đoán rằng câu lạc bộ không thể đăng ký anh vì họ đã vượt quá giới hạn lương của giải đấu do khó khăn tài chính.

#### 2022–23: Vô địch La Liga và Chiếc giày vàng Pichichi
Vào ngày 7 tháng 8 năm 2022, anh ghi bàn cho Barcelona trong chiến thắng 6–0 trước câu lạc bộ Mexico UNAM trong trận đấu giao hữu tiền mùa giải tại Cúp Joan Gamper trên sân nhà Camp Nou. Ngày 13 tháng 8 năm 2022, Lewandowski ra mắt thi đấu cho câu lạc bộ trong trận hòa 0–0 trước Rayo Vallecano tại La Liga. Vào ngày 21 tháng 8, anh ghi bàn thắng đầu tiên và cú đúp đầu tiên cho Barcelona trong chiến thắng 4–1 trước Real Sociedad. Trong trận đấu đầu tiên thi đấu tại Champions League trong màu áo Barca gặp Viktoria Plzeň vào ngày 7 tháng 9, anh ghi một cú hat-trick để trở thành cầu thủ đầu tiên trong lịch sử ghi hat-trick cho ba câu lạc bộ liên tiếp tại Champions League. Ngày 11 tháng 9, Lewandowski ghi bàn thắng thứ sáu cho Barcelona trong chiến thắng 4-0 trước Cádiz để phá vỡ kỉ lục của Cristiano Ronaldo với 5 bàn thắng sau 5 trận trước đó. Ngày 12 tháng 10, Lewandowski ghi một cú đúp trong trận hòa 3-3 của Blaugrana trước Inter Milan tại Champions League, trong đó có bàn thắng ở phút cuối cùng giúp Barca cầm hòa 3-3. Dù có 5 bàn thắng tại giải đấu nhưng anh không thể giúp Barcelona đi tiếp khi chỉ đứng thứ ba tại vòng bảng và phải đá play-off UEFA Europa League. Ngày 8 tháng 11, sau khi phạm lỗi trước David García, anh bị đuổi khỏi sân sau tấm thẻ đỏ của trọng tài và bị lệch cấm không được thi đấu 3 trận. Tuy nhiên Lewandowski vẫn thi đấu trong trận hòa 1-1 trước Espanyol sau khi lệch cấm thi đấu vị tòa án ở Madrid đình chỉ, nhưng cuối cùng anh vẫn bị truất quyền thi đấu do tòa án thể thao của Tây Ban Nha giữ nguyên hình phạt, bỏ lỡ các trận đấu với Atlético Madrid , Girona và Getafe.
Ngày 16 tháng 1 năm 2023, Lewandowski ghi bàn trong chiến thắng 3-1 của Barcelona trước Real Madrid để vô địch Siêu cúp Tây Ban Nha, giải đấu mà anh đã có 2 bàn thắng. Ngày 14 tháng 5, anh ghi một cú đúp trong chiến thắng 4-2 của Barca trước Espanyol để vô địch La Liga sau 4 năm kể từ mùa 2018-19. Lewandowski giành giải thưởng Chiếc giày vàng Pichichi để trở thành cầu thủ đầu tiên trong 5 giải đấu hàng đầu châu Âu giành danh hiệu Vua phá lưới trong 6 mùa giải liên tiếp.

#### 2023-24: Á quân La Liga
Ngày 19 tháng 9 năm 2023, Lewandowski ghi bàn trong chiến thắng 5-0 của Barcelona trước Antwerp tại UEFA Champions League 2023–24, bàn thắng đó nâng tổng số bàn của anh tại các giải đấu UEFA lên 100 bàn và chỉ xếp sau Cristiano Ronaldo và Lionel Messi. Anh cũng trở thành cầu thủ lớn tuổi nhất, 35 tuổi 29 ngày, ghi bàn cho Barcelona tại UEFA Champions League, vượt qua kỉ lục trước đó của Gerard Piqué. Vào ngày 23 tháng 9, anh ghi một cú đúp giúp Barcelona giành chiến thắng  ngược 3–2  sau khi bị dẫn trước hai bàn trên sân nhà trước Celta Vigo, trở thành cầu thủ ghi nhiều bàn thắng nhất trong 50 trận đầu tiên cho câu lạc bộ trong thế kỷ 21, với 35 bàn thắng, vượt qua kỷ lục do Samuel Eto'o nắm giữ trước đó.
Vào ngày 17 tháng 2 năm 2024, Lewandowski đã mang về chiến thắng 2-1 cho Barcelona trước Celta Vigo bằng cách thực hiện lại quả phạt đền ở phút 97. Anh trở thành cầu thủ bóng đá thành công nhất về số bàn thắng ghi được (407) trong thập kỷ qua tại 5 giải bóng đá hàng đầu châu Âu. Vào ngày 22 tháng 2, anh ghi bàn thắng thứ 93 tại Champions League trong trận hòa 1-1 trước Napoli. Sau đó vào ngày 12 tháng 3, Lewandowski ghi bàn thắng ấn định chiến thắng 3-1 ở trận lượt về trên sân nhà, hạ gục Napoli với tỷ số chung cuộc 4–2.  Vào ngày 17 tháng 3, anh là cầu thủ quan trọng trong chiến thắng 3–0 của Barcelona trước Atlético Madrid khi tham gia vào cả ba bàn thắng. Anh ghi một bàn và thực hiện hai đường kiến tạo giúp đội bóng của anh tiến lên vị trí thứ hai trên bảng xếp hạng La Liga. Vào ngày 29 tháng 4, anh ghi hat-trick đầu tiên ở La Liga để giúp đội của anh giành chiến thắng 4–2 trước Valencia.

## Sự nghiệp quốc tế

### 2007–2013: Cấp độ trẻ và sự nghiệp quốc tế ban đầu

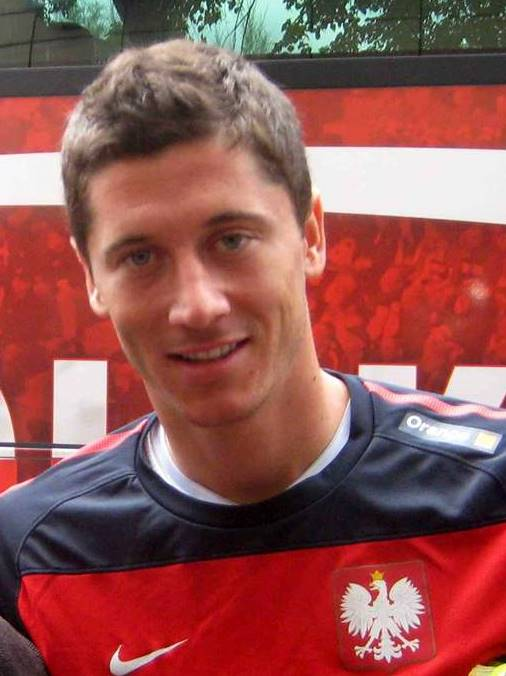
Lewandowski với Ba Lan năm 2011.

Ngày 10 tháng 9 năm 2008, anh có trận đấu đầu tiên cho Đội tuyển bóng đá quốc gia Ba Lan, ba tuần sau sinh nhật lần thứ 20 của mình trong trận đấu với San Marino trên sân khách tại vòng loại World Cup 2010. Mười hai phút sau khi vào sân từ ghế dự bị, anh đã có được bàn thắng đầu tiên cho đội tuyển. Ngày 1 tháng 4 năm 2009, anh có thêm 1 bàn thắng trong cuộc tiếp đón San Marino trên sân nhà, chung cuộc Ba Lan vượt qua đối thủ với tỉ số đậm 10–0. Tuy vậy, Ba Lan không thể góp mặt ở vòng chung kết World Cup 2010 do chỉ xếp thứ năm chung cuộc với 11 điểm, 3 trận thắng, 2 trận hòa và 5 trận thua, ghi được 19 bàn thắng và 14 lần lọt lưới và cá nhân Lewandowski chỉ có 2 bàn thắng sau vòng loại.
Trong trận khai mạc vòng chung kết Euro 2012 tổ chức ngay tại quê nhà với tuyển Hy Lạp, anh đã ghi bàn thắng đầu tiên của giải đấu này bằng một pha đánh đầu. Chung cuộc Ba Lan và Hy Lạp hòa nhau với tỉ số 1-1. Anh tiếp tục ra sân trong hai trận còn lại của vòng bảng với Nga và Cộng hòa Séc, tuy nhiên, đội tuyển Ba Lan đã phải dừng chân sau vòng bảng với chỉ 2 điểm, xếp cuối bảng A.

### 2013–2017: Đảm nhận băng đội trưởng
Ngày 26 tháng 3 năm 2013, trong khuôn khổ lượt trận thứ 7 của vòng loại World Cup 2014 khu vực châu Âu, Lewandowski ghi được hai bàn thắng trên chấm phạt đền trong chiến thắng 5-0 trước San Marino và lượt trận thứ 9, anh chỉ có được một bàn thắng trong trận hòa 1-1 trước Montenegro. Ba Lan không thể góp mặt ở World Cup 2014 do chỉ xếp thứ 4 chung cuộc với 13 điểm, 3 trận thắng, 4 trận hòa và 3 trận thua, ghi được 18 bàn thắng và 12 lần lọt lưới và cá nhân Lewandowski chỉ có ba bàn thắng sau vòng loại.
Vào ngày 7 tháng 9 năm 2014, trong trận đấu mở màn vòng loại Euro 2016, Lewandowski đã ghi đến bốn bàn thắng, giúp Ba Lan đè bẹp đội bóng yếu nhất bảng D - Gibraltar với tỉ số 7–0. Vào ngày 13 tháng 6 năm 2015, anh đã lập một cú hat-trick giúp Ba Lan giành chiến thắng 4–0 trước Gruzia, với 3 bàn thắng ghi được chỉ trong vòng 4 phút. Ngày 4 tháng 9, trong trận gặp Đức ở lượt trận thứ 7, anh chỉ ghi được một bàn thắng trong trận Ba Lan thua Đức với tỉ số 1–3, kết quả này khiến cho Ba Lan bị mất ngôi đầu bảng về tay đối thủ. Ba ngày sau, anh lập cú đúp trong trận thắng hủy diệt Gibraltar 8–1, giúp Ba Lan tiến gần hơn đến cơ hội tham dự Euro 2016.
Ngày 8 tháng 10, ở lượt trận thứ 9, Lewandowski tiếp tục tỏa sáng với một cú đúp trong trận hòa Scotland với tỉ số 2–2, giúp Ba Lan thu hẹp khoảng cách với đội đầu bảng Đức còn đúng 1 điểm, bằng điểm với Cộng hòa Ireland nhưng Ba Lan xếp trên Ireland do hơn về hiệu số bất phân thắng bại. Ba ngày sau, ở lượt đấu cuối cùng gặp Ireland, anh đóng góp một bàn thắng trong trận thắng Ireland 2–1 ngay trên sân nhà, qua đó giúp Ba Lan đứng vị trí thứ hai của bảng D với 21 điểm, 6 trận thắng, 3 trận hòa và 1 trận thua, ghi được 33 bàn thắng và 10 lần lọt lưới, kém Đức 1 điểm và chính thức giành quyền tham dự Euro 2016, đồng thời cùng với David Healy của Bắc Ireland trở thành cầu thủ ghi bàn nhiều nhất vòng loại với 13 bàn thắng.
Lewandowski là một trong 23 cầu thủ Ba Lan có tên trong danh sách chính thức tham dự Euro 2016 tại Pháp. Trong ba trận đấu tại vòng bảng với Bắc Ireland, Đức và Ukraina, Lewandowski chơi lùi sâu và thường nhận bóng từ khu vực giữa sân nên không có bất kỳ cơ hội nào uy hiếp khung thành đối phương. Phải đến trận đấu gặp Thụy Sĩ tại vòng 1/16, anh mới có cú sút trúng đích đầu tiên nhưng không thành bàn. Trong loạt sút luân lưu sau đó, anh là người thực hiện lượt sút đầu tiên cho Ba Lan và đã thành công.
Ngày 30 tháng 6 năm 2016, trong trận đấu tứ kết Euro 2016 gặp đội tuyển Bồ Đào Nha, Lewandowski đã có bàn thắng đầu tiên ở giải đấu này ngay ở phút thứ hai của trận đấu (bàn thắng nhanh thứ nhì trong lịch sử các vòng chung kết Euro), nhưng đến phút thứ 33 thì tiền vệ Renato Sanches ghi bàn thắng gỡ hòa 1–1 cho đội tuyển Bồ Đào Nha và tỉ số được giữ nguyên đến hết 120 phút thi đấu. Đội tuyển Ba Lan đã phải dừng bước ở tứ kết sau khi để thua Bồ Đào Nha 3–5 trên chấm luân lưu 11m, trong đó Lewandowski thực hiện thành công lượt sút của mình. Vào thời điểm Ba Lan bị loại, Lewandowski là cầu thủ bị phạm lỗi nhiều nhất tại giải đấu.

### 2017–nay: Vua phá lưới mọi thời đại của Ba Lan

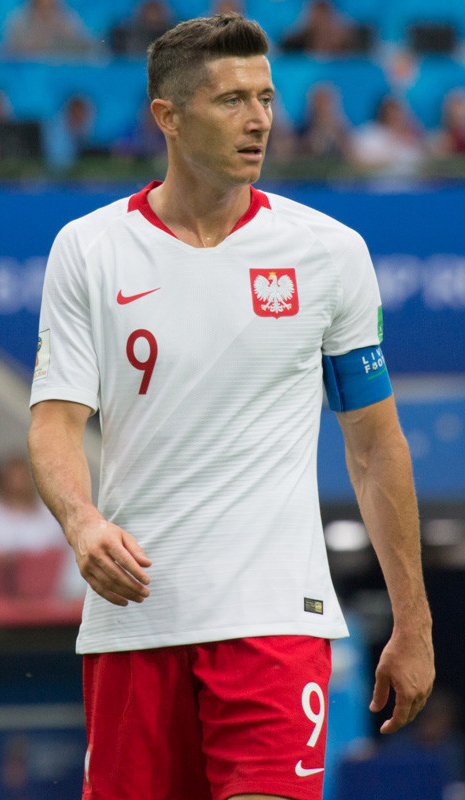
Lewandowski thi đấu cho Ba Lan tại FIFA World Cup 2018

Ngày 4 tháng 9 năm 2016, trong lượt trận đầu tiên của vòng loại World Cup 2018 khu vực châu Âu, Lewandowski là người ghi bàn thắng nâng tỉ số lên thành 2–0 bằng cú đá penalty, tuy nhiên Ba Lan lại để Kazakhstan cầm hòa với tỉ số 2–2. Ngày 7 tháng 10, ở lượt trận thứ hai gặp đối thủ Đan Mạch, anh đã lập một cú hat-trick giúp Ba Lan giành chiến thắng trước Đan Mạch với tỉ số 3–2 dù ở hiệp 2 Đan Mạch đã gỡ lại 2 bàn. Ba ngày sau, anh đã ghi bàn thắng ở những phút bù giờ cuối cùng giúp Ba Lan vượt qua đối thủ yếu Armenia với tỉ số 2–1.
Ngày 11 tháng 11 năm 2016, ở lượt trận thứ tư của vòng loại World Cup 2018, Lewandowski đã lập một cú đúp trong chiến thắng 3–0 của Ba Lan trước România tại sân khách. Cũng trong trận đấu này, ở những phút gần cuối hiệp 2, anh bị dính phải những pháo sáng từ phía khán đài, rất may cho anh là các bác sĩ kết luận rằng anh chỉ bị choáng nhẹ và có thể tiếp tục thi đấu. Ngày 27 tháng 3 năm 2017, trong chuyến làm khách trên sân của Montenegro, Lewandowski đã ghi bàn thắng mở tỉ số trận đấu ở phút thứ 40 của hiệp 1, chung cuộc Ba Lan vượt qua đối thủ với tỉ số 2–1. Ngày 10 tháng 6, Lewandowski tiếp tục lập một cú hat-trick trong chiến thắng trước đối thủ România với tỉ số 3–1 trên sân nhà. Ngày 4 tháng 9, anh ghi bàn thắng cuối cùng từ chấm phạt đền trong chiến thắng trước Kazakhstan với tỉ số 3–0 trên sân của đối thủ, giúp Ba Lan tiến gần cơ hội tham dự World Cup 2018.
Ngày 5 tháng 10 năm 2017, trong chuyến làm khách trên sân của Armenia, Lewandowski tiếp tục tỏa sáng với một cú hat-trick trong chiến thắng 6–1 trước đối thủ, qua đó trở thành cầu thủ ghi nhiều bàn thắng nhất trong lịch sử đội tuyển quốc gia với 50 bàn thắng, vượt thành tích 48 bàn thắng của huyền thoại Włodzimierz Lubański. Ba ngày sau, trong cuộc tiếp đón Montenegro trên sân nhà, anh chỉ có một bàn thắng trong chiến thắng 4–2 trước đối thủ, qua đó Ba Lan xếp vị trí nhất bảng với 25 điểm, 8 trận thắng, 1 trận hòa, 1 trận thua và chính thức giành quyền tham dự World Cup 2018, đồng thời anh trở thành cầu thủ ghi nhiều bàn thắng nhất vòng loại khu vực châu Âu với 16 bàn thắng (hơn Cristiano Ronaldo của Bồ Đào Nha 1 bàn) và là cầu thủ Châu Âu đầu tiên vươn được đến cột mốc này.
Anh được triệu tập trong danh sách 23 cầu thủ Ba Lan tham dự World Cup 2018 diễn ra tại Nga. Tại giải đấu này, anh không ghi được bàn thắng cũng như không có pha kiến tạo nào trong cả ba trận đấu vòng bảng trước các đối thủ Sénégal, Colombia và Nhật Bản. Lewandowski chỉ có đúng ba pha dứt điểm trúng khung thành sau 270 phút chơi ở vòng bảng. Do vậy, đội tuyển Ba Lan đã phải rời giải ngay sau vòng bảng với 3 điểm, 1 trận thắng và 2 trận thua, chỉ ghi được 2 bàn thắng và bị thủng lưới 5 bàn.
Ngày 24 tháng 3 năm 2019, Lewandowski đã ghi bàn thắng đầu tiên trong khuôn khổ bảng G vòng loại Euro 2020 với chiến thắng 2–0 trước Latvia. Đến ngày 10 tháng 6, anh có thêm 1 bàn thắng tiếp theo trong chiến thắng 4–0 trước Israel, giúp Ba Lan củng cố ngôi đầu bảng G. Ngày 10 tháng 10 năm 2019, Lewandowski lập một cú hat-trick trong chiến thắng 3–0 của Ba Lan trước đối thủ Latvia, giúp Ba Lan tiến gần cơ hội tham dự Euro 2020. Ngày 19 tháng 11, ở lượt trận cuối cùng vòng loại, anh đã ghi bàn thắng gỡ hòa trước Slovenia, giúp Ba Lan có được chiến thắng sát nút 3–2 trước đối thủ và chính thức giành quyền tham dự Euro 2020 (lùi lại 1 năm sau đó do ảnh hưởng của đại dịch COVID-19) với 25 điểm, 8 trận thắng, 1 trận hòa và 1 trận thua, ghi được 18 bàn và 5 lần lọt lưới. Tổng cộng anh đã có 6 bàn thắng sau vòng loại.
Ngày 25 tháng 3 năm 2021, trong trận mở màn bảng I vòng loại World Cup 2022 khu vực châu Âu, Lewandowski đã ghi bàn thắng cuối cùng trong trận hòa 3–3 trước đối thủ Hungary.
Tháng 6 năm 2021, Lewandowski là một trong 26 cầu thủ Ba Lan tham dự giải đấu Euro 2020. Ngày 19 tháng 6 năm 2021, trong lượt trận thứ 2 bảng E Euro 2020, Lewandowski đã ghi bàn thắng gỡ hòa 1–1 trước đối thủ Tây Ban Nha với pha đánh đầu chuẩn xác, qua đó giữ lại được 1 điểm. Với bàn thắng này, Lewandowski trở thành cầu thủ Ba Lan đầu tiên lập công ở ba kỳ Euro. Bốn ngày sau, anh đã lập cú đúp trong trận thua 2–3 trước đối thủ Thụy Điển. Tuy nhiên, đội tuyển Ba Lan kết thúc giải đấu ở vị trí cuối bảng và đã bị loại khỏi giải.
Ngày 28 tháng 3 năm 2021, trong khuôn khổ lượt trận thứ 2 của vòng loại World Cup 2022, Lewandoswki đã lập một cú đúp giúp "đại bàng trắng" vượt qua đối thủ yếu Andorra với tỉ số 3–0. Ngày 2 tháng 9 năm 2021, trong trận đấu trên sân của Hungary, Lewandowski ghi bàn mở tỉ số trận, chung cuộc Ba Lan vượt qua đối thủ với tỉ số 4–1, ba ngày sau, anh đã lập một cú đúp giúp Ba Lan vượt qua đối thủ yếu San Marino với tỉ số đậm 7–1. Ngày 12 tháng 11 năm 2021, ở lượt trận cuối bảng I, anh tiếp tục lập thêm một cú đúp giúp Ba Lan vượt qua Andorra với tỉ số 4–1. Chung cuộc Ba Lan kết thúc vòng loại với vị trí nhì bảng I với 20 điểm, 6 trận thắng, 2 trận hòa và 2 trận thua, ghi được 30 bàn thắng và 11 lần lọt lưới và giành quyền tham dự vòng đấu play-off. Ngày 29 tháng 3 năm 2022, ở trận chung kết play-off đối đầu với Thụy Điển do Ba Lan được đặc suất vào thắng vòng cuối vì đối thủ của họ – đội tuyển Nga – bị UEFA và FIFA cấm thi đấu vì liên quan đến xung đột quân sự Nga–Ukraina, Lewandowski tiếp tục tỏa sáng khi ghi bàn mở tỉ số trận đấu trên chấm penalty, chung cuộc Ba Lan vượt qua Thụy Điển với tỉ số 2–0 và chính thức giành quyền tham dự World Cup 2022. Tổng cộng, anh đã có 9 bàn thắng sau vòng loại.
Ngày 26 tháng 11 năm 2022, trong trận đấu với Ả Rập Xê Út tại bảng C World Cup 2022, anh đã ghi bàn thắng đầu tiên tại đấu trường này, chung cuộc Ba Lan vượt qua đối thủ với tỉ số 2–0. Ngày 4 tháng 12, anh đã ghi bàn thắng danh dự trong trận thua 1–3 trước Pháp ở vòng 16 đội. Tổng cộng anh đã có 2 bàn thắng tại giải đấu này.

## Phong cách thi đấu

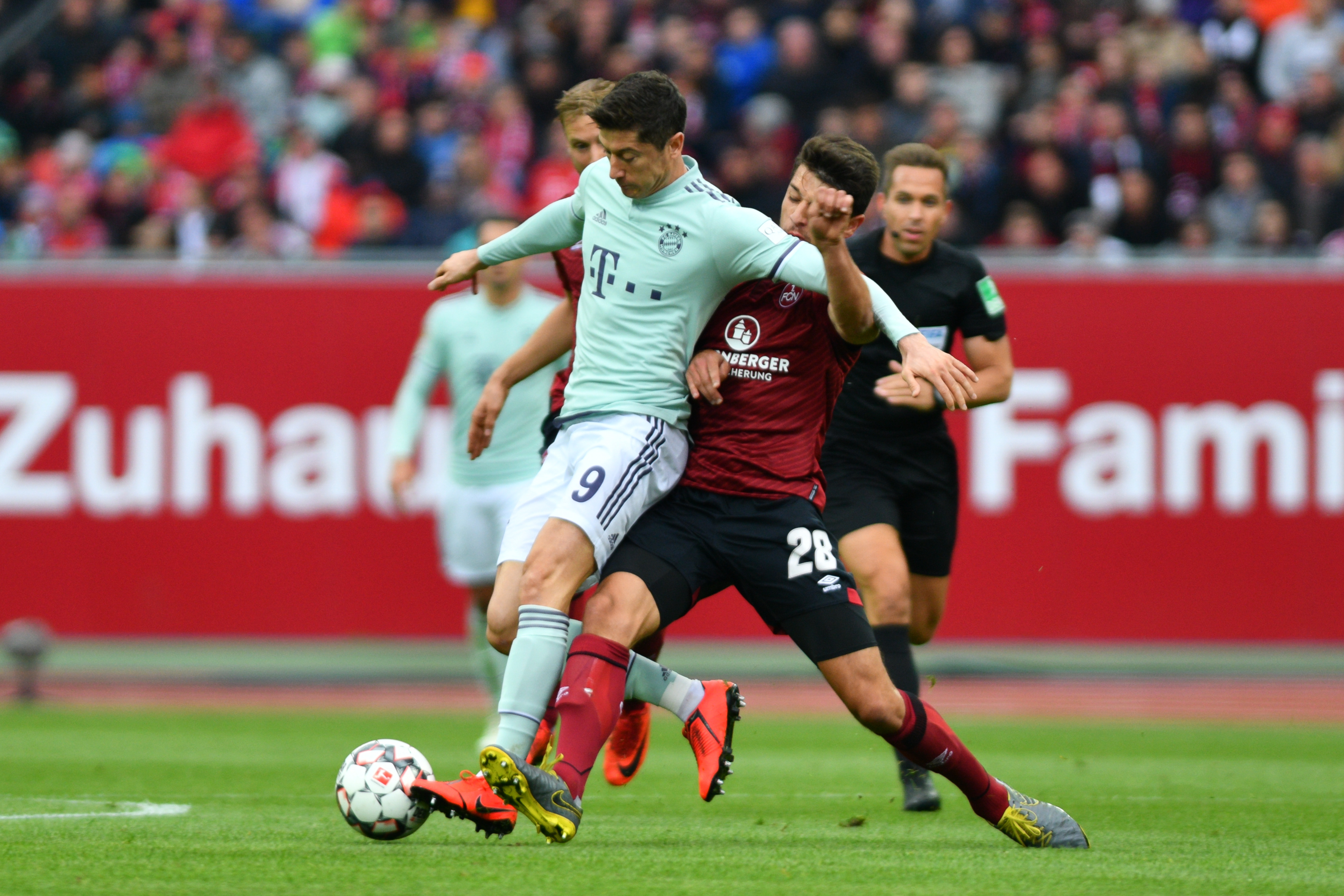
Lewandowski đối đầu với FC Nürnberg năm 2019.

Lewandowski được nhiều người đánh giá là một trong những tiền đạo xuất sắc nhất thế giới, và được nhiều người coi là một trong những trung phong vĩ đại nhất mọi thời đại. Là người dứt điểm chính xác và hiệu quả bằng đầu và cả hai chân, Lewandowski là một tay săn bàn lão luyện. Một tiền đạo toàn diện, anh được cho là sở hữu gần như tất cả những phẩm chất cần thiết của một số chín truyền thống: chiều cao, sức mạnh, thăng bằng, tốc độ, di chuyển thông minh và thành thạo cả hai chân. Mặc dù anh chủ yếu hoạt động như một kẻ săn mục tiêu trong vòng cấm, nhờ óc chọn vị trí, khả năng sút xa, sức mạnh trên không và sút mạnh bằng cả hai chân, kỹ năng kỹ thuật tuyệt vời, nhanh chân, rê dắt thành thạo, tầm nhìn, và thể chất cũng cho phép anh ta cầm bóng quay lưng về phía khung thành và đưa đồng đội vào cuộc, hoặc phạm lỗi cho đồng đội ở những vị trí hữu ích; mặc dù thường hoạt động như một trung tâm đơn độc về phía trước hoặc như một tiền đạo biên. Anh cũng nổi bật với tỷ lệ làm việc và đóng góp phòng ngự của mình, và có khả năng lùi sâu vào các vai trò trên sân, để tạo khoảng trống cho đồng đội khi di chuyển hoặc gây bất ngờ cho hậu vệ bằng cách thực hiện các pha tấn công muộn và đột ngột. vào khu vực. Lewandowski là một chân sút chính xác và nhiều lần thể hiện sự lạnh lùng, điềm tĩnh trên chấm phạt đền; Anh cũng có khả năng ghi bàn từ cự ly xa, và đã được biết đến với những cú sút phạt. Ngoài khả năng chơi bóng, Lewandowski còn được các chuyên gia, cầu thủ và người quản lý ca ngợi về tinh thần làm việc, thể lực, trí lực và kỷ luật xuất sắc, cả trên sân cỏ lẫn tập luyện.

## Ngoài bóng đá

### Đời tư
Cha của Lewandowski đã đặt cho anh cái tên Robert để anh dễ dàng hơn khi chuyển ra nước ngoài như một cầu thủ bóng đá chuyên nghiệp. Cha của Lewandowski, Krzysztof (mất năm 2005), là nhà vô địch judo Ba Lan, và cũng chơi bóng cho Hutnik Warsaw ở giải hạng hai. Mẹ anh, Iwona, là cựu cầu thủ bóng chuyền cho AZS Warsaw và sau đó là phó chủ tịch của Partyzant Leszno. Chị gái của anh, Milena, cũng chơi bóng chuyền và từng đại diện cho đội tuyển quốc gia U21.
Vợ anh, Anna Lewandowska, đã giành huy chương đồng tại Giải Karate thế giới năm 2009. Họ kết hôn vào ngày 22 tháng 6 năm 2013 tại Nhà thờ Truyền tin của Đức Trinh Nữ Maria ở Serock. Họ có hai con gái: Klara (sinh tháng 5 năm 2017) và Laura (sinh tháng 5 năm 2020).
Lewandowski là một người Công giáo thực hành. Anh gặp Giáo hoàng Phanxicô vào tháng 10 năm 2014, khi Bayern Munich đến thăm Thành phố Vatican sau chiến thắng 7–1 trước AS Roma tại UEFA Champions League.
Vào tháng 10 năm 2017, một ngày sau khi ghi bàn giúp Ba Lan giành quyền tham dự World Cup 2018, Lewandowski đã tốt nghiệp Cử nhân Giáo dục thể chất (BPhEd) với vị trí huấn luyện và quản lý tại Học viện Giáo dục Thể thao ở Warsaw, kết thúc một thập kỷ nghiên cứu.
Ngoài tiếng mẹ đẻ Ba Lan, Lewandowski còn nói được tiếng Anh và tiếng Đức.

### Hoạt động từ thiện và kinh doanh

Bức tranh tường của Lewandowski ở Chorzów.

Lewandowski và vợ của anh, Anna, đã ủng hộ, quyên góp và quyên tiền cho nhiều tổ chức từ thiện khác nhau và cho trẻ em trong suốt sự nghiệp của họ, bao gồm cả Viện Sức khỏe Tưởng niệm Trẻ em ở Warsaw, nơi họ đã quyên góp được hơn 150.000 PLN trong bữa tiệc sinh nhật của Anna vào ngày 25 tháng 8 năm 2018. Lewandowski cũng quyên góp 100.000 PLN để điều trị cho Cyprian Gaweł, một cậu bé ba tuổi từ Hel; và giúp gây quỹ cho Great Orchestra of Christmas Charity mỗi năm, quyên góp các vật dụng cá nhân của anh hoặc các cuộc họp riêng được bán tại các cuộc đấu giá trực tuyến.
Tháng 3 năm 2014, anh được bổ nhiệm là Đại sứ thiện chí của UNICEF.
Vào tháng 3 năm 2020, Lewandowski và vợ của anh, Anna, đã quyên góp 1 triệu euro trong đại dịch COVID-19.
Ngoài hoạt động từ thiện, Lewandowski còn đầu tư chủ yếu vào các công ty khởi nghiệp, thương mại điện tử và trang web, chủ yếu thông qua Protos Venture Capital, một công ty mà anh là cổ đông.  Anh cũng sở hữu Stor9_, một công ty chuyên về truyền thông tiếp thị.

### Tài trợ và xuất hiện trên các phương tiện truyền thông
Năm 2013, Lewandowski ký hợp đồng tài trợ với Nike.
Vào tháng 3 năm 2022, Lewandowski đã hủy bỏ hợp đồng tài trợ của mình với công ty viễn thông Trung Quốc Huawei sau khi công ty này báo cáo hỗ trợ Nga sau khi Nga tấn công Ukraine. Lewandowski đã ký hợp đồng với tư cách là đại sứ toàn cầu cho Huawei, sau khi đồng ý hợp tác vào tháng 11 năm 2015.
Lewandowski đã xuất hiện trên trang bìa của trò chơi điện tử FIFA 15 phiên bản Ba Lan của EA Sports, cùng với Lionel Messi. Màn ăn mừng bàn thắng "X" của Lewandowski — khoanh tay và ngón trỏ hướng lên — xuất hiện trong FIFA 18.

## Thống kê sự nghiệp
Tính đến 17 tháng 8 năm 2024

### Câu lạc bộ
| Câu lạc bộ          | Mùa giải            | Giải vô địch        | Giải vô địch | Giải vô địch | Cúp quốc gia | Cúp quốc gia | Châu Âu | Châu Âu | Khác | Khác | Tổng cộng | Tổng cộng |
| Câu lạc bộ          | Mùa giải            | Hạng đấu            | Trận         | Bàn          | Trận         | Bàn          | Trận    | Bàn     | Trận | Bàn  | Trận      | Bàn       |
| ------------------- | ------------------- | ------------------- | ------------ | ------------ | ------------ | ------------ | ------- | ------- | ---- | ---- | --------- | --------- |
| Delta Warsaw        | 2004–05             | IV liga             | 17           | 4            | 2            | 0            | —       | —       | —    | —    | 19        | 4         |
| Legia Warsaw II     | 2005–06             | III liga            | 12           | 2            | 1            | 2            | —       | —       | —    | —    | 13        | 7         |
| Znicz Pruszkow II   | 2006–07             | Klasa A             | 2            | 6            | 0            | 0            | —       | —       | —    | —    | 2         | 6         |
| Znicz Pruszków      | 2006–07             | III liga            | 27           | 15           | 5            | 2            | —       | —       | —    | —    | 32        | 17        |
| Znicz Pruszków      | 2007–08             | II liga             | 32           | 21           | 2            | 0            | —       | —       | —    | —    | 34        | 21        |
| Znicz Pruszków      | Tổng cộng           | Tổng cộng           | 59           | 36           | 7            | 2            | —       | —       | —    | —    | 66        | 38        |
| Lech Poznań         | 2008–09             | Ekstraklasa         | 30           | 14           | 6            | 2            | 12      | 4       | —    | —    | 48        | 20        |
| Lech Poznań         | 2009–10             | Ekstraklasa         | 28           | 18           | 1            | 0            | 4       | 2       | 1    | 1    | 34        | 21        |
| Lech Poznań         | Tổng cộng           | Tổng cộng           | 58           | 32           | 7            | 2            | 16      | 6       | 1    | 1    | 82        | 41        |
| Borussia Dortmund   | 2010–11             | Bundesliga          | 33           | 8            | 2            | 0            | 8       | 1       | —    | —    | 43        | 9         |
| Borussia Dortmund   | 2011–12             | Bundesliga          | 34           | 22           | 6            | 7            | 6       | 1       | 1    | 0    | 47        | 30        |
| Borussia Dortmund   | 2012–13             | Bundesliga          | 31           | 24           | 4            | 1            | 13      | 10      | 1    | 1    | 49        | 36        |
| Borussia Dortmund   | 2013–14             | Bundesliga          | 33           | 20           | 4            | 2            | 8       | 6       | 1    | 0    | 46        | 28        |
| Borussia Dortmund   | Tổng cộng           | Tổng cộng           | 131          | 74           | 16           | 10           | 35      | 18      | 3    | 1    | 185       | 103       |
| Bayern München      | 2014–15             | Bundesliga          | 31           | 17           | 5            | 2            | 12      | 6       | 1    | 0    | 49        | 25        |
| Bayern München      | 2015–16             | Bundesliga          | 32           | 30           | 6            | 3            | 12      | 9       | 1    | 0    | 51        | 42        |
| Bayern München      | 2016–17             | Bundesliga          | 33           | 30           | 4            | 5            | 9       | 8       | 1    | 0    | 47        | 43        |
| Bayern München      | 2017–18             | Bundesliga          | 30           | 29           | 6            | 6            | 11      | 5       | 1    | 1    | 48        | 41        |
| Bayern München      | 2018–19             | Bundesliga          | 33           | 22           | 5            | 7            | 8       | 8       | 1    | 3    | 47        | 40        |
| Bayern München      | 2019–20             | Bundesliga          | 31           | 34           | 5            | 6            | 10      | 15      | 1    | 0    | 47        | 55        |
| Bayern München      | 2020–21             | Bundesliga          | 29           | 41           | 1            | 0            | 6       | 5       | 4    | 2    | 40        | 48        |
| Bayern München      | 2021–22             | Bundesliga          | 34           | 35           | 1            | 0            | 10      | 13      | 1    | 2    | 46        | 50        |
| Bayern München      | Tổng cộng           | Tổng cộng           | 253          | 238          | 33           | 29           | 78      | 69      | 11   | 8    | 375       | 344       |
| Barcelona           | 2022–23             | La Liga             | 34           | 23           | 3            | 2            | 7       | 6       | 2    | 2    | 46        | 33        |
| Barcelona           | 2023–24             | La Liga             | 35           | 19           | 3            | 2            | 9       | 3       | 2    | 2    | 49        | 26        |
| Barcelona           | 2024–25             | La Liga             | 1            | 2            | 0            | 0            | 0       | 0       | 0    | 0    | 1         | 2         |
| Barcelona           | Tổng cộng           | Tổng cộng           | 70           | 44           | 6            | 4            | 16      | 9       | 4    | 4    | 96        | 61        |
| Tổng cộng sự nghiệp | Tổng cộng sự nghiệp | Tổng cộng sự nghiệp | 605          | 438          | 73           | 49           | 146     | 102     | 19   | 14   | 843       | 603       |

1. ↑  Ra sân tại UEFA Cup
2. 1 2  Ra sân tại UEFA Europa League
3. ↑  Ra sân tại Polish Super Cup
4. 1 2 3 4 5 6 7 8 9 10 11 12  Ra sân tại UEFA Champions League
5. 1 2 3 4 5 6 7 8 9 10  Ra sân tại DFL-Supercup
6. ↑  1 lần ra sân tại DFL-Supercup, 1 lần ra sân tại UEFA Super Cup, 2 lần ra sân và 2 bàn FIFA Club World Cup
7. ↑  Năm lần ra sân và năm bàn thắng tại UEFA Champions League, hai lần ra sân và một bàn thắng tại UEFA Europa League
8. 1 2  Ra sân tại Supercopa de España

### Quốc tế
Tính đến ngày 15 tháng 10 năm 2024
| Đội tuyển quốc gia | Năm       | Trận | Bàn |
| ------------------ | --------- | ---- | --- |
| Ba Lan             | 2008      | 4    | 2   |
| Ba Lan             | 2009      | 12   | 1   |
| Ba Lan             | 2010      | 13   | 6   |
| Ba Lan             | 2011      | 11   | 4   |
| Ba Lan             | 2012      | 10   | 2   |
| Ba Lan             | 2013      | 10   | 3   |
| Ba Lan             | 2014      | 6    | 5   |
| Ba Lan             | 2015      | 7    | 11  |
| Ba Lan             | 2016      | 12   | 8   |
| Ba Lan             | 2017      | 6    | 9   |
| Ba Lan             | 2018      | 11   | 4   |
| Ba Lan             | 2019      | 10   | 6   |
| Ba Lan             | 2020      | 4    | 2   |
| Ba Lan             | 2021      | 12   | 11  |
| Ba Lan             | 2022      | 10   | 4   |
| Ba Lan             | 2023      | 8    | 4   |
| Ba Lan             | 2024      | 10   | 2   |
| Tổng cộng          | Tổng cộng | 156  | 84  |

#### Bàn thắng quốc tế
| #   | Ngày                 | Địa điểm                                                | Đối thủ              | Bàn thắng | Kết quả | Giải đấu                      |
| --- | -------------------- | ------------------------------------------------------- | -------------------- | --------- | ------- | ----------------------------- |
| 1   | 10 tháng 9 năm 2008  | Sân vận động Olimpico, Serravalle, San Marino           | San Marino           | 2–0       | 2–0     | Vòng loại FIFA World Cup 2010 |
| 2   | 19 tháng 11 năm 2008 | Croke Park, Dublin, Ireland                             | Cộng hòa Ireland     | 3–1       | 3–2     | Giao hữu                      |
| 3   | 1 tháng 4 năm 2009   | Arena Kielc, Kielce, Ba Lan                             | San Marino           | 4–0       | 10–0    | Vòng loại FIFA World Cup 2010 |
| 4   | 23 tháng 1 năm 2010  | Sân vận động 5 tháng 12, Nakhon Ratchasima, Thái Lan    | Singapore            | 1–0       | 6–1     | Cúp Nhà vua Thái Lan 2010     |
| 5   | 23 tháng 1 năm 2010  | Sân vận động 5 tháng 12, Nakhon Ratchasima, Thái Lan    | Singapore            | 2–0       | 6–1     | Cúp Nhà vua Thái Lan 2010     |
| 6   | 4 tháng 3 năm 2010   | Sân vận động Polonii, Warsaw, Ba Lan                    | Hy Lạp               | 1–0       | 1–1     | Giao hữu                      |
| 7   | 8 tháng 9 năm 2012   | Sân vận động Quốc gia Warszawa, Warsaw, Ba Lan          | Bulgaria             | 2–0       | 2–0     | Giao hữu                      |
| 8   | 18 tháng 11 năm 2010 | Sân vận động Miejski, Poznań, Ba Lan                    | Bờ Biển Ngà          | 1–0       | 3–1     | Giao hữu                      |
| 9   | 18 tháng 11 năm 2010 | Sân vận động Miejski, Poznań, Ba Lan                    | Bờ Biển Ngà          | 3–1       | 3–1     | Giao hữu                      |
| 10  | 9 tháng 2 năm 2011   | Sân vận động Algarve, Algarve, Bồ Đào Nha               | Na Uy                | 1–0       | 1–0     | Giao hữu                      |
| 11  | 6 tháng 9 năm 2011   | Sân vận động Energa Gdańsk, Gdańsk, Ba Lan              | Đức                  | 1–0       | 2–2     | Giao hữu                      |
| 12  | 7 tháng 10 năm 2011  | Sân vận động World Cup Seoul, Seoul, Hàn Quốc           | Hàn Quốc             | 1–0       |         | Giao hữu                      |
| 13  | 11 tháng 10 năm 2011 | Brita-Arena, Wiesbaden, Đức                             | Belarus              | 2–0       | 2–0     | Giao hữu                      |
| 14  | 2 tháng 6 năm 2012   | Sân vận động Quân đội Ba Lan, Warszawa, Ba Lan          | Andorra              | 2–0       | 4–0     | Giao hữu                      |
| 15  | 8 tháng 6 năm 2012   | Sân vận động Quốc gia Warszawa, Warszawa, Ba Lan        | Hy Lạp               | 1–0       | 1–1     | UEFA Euro 2012                |
| 16  | 26 tháng 3 năm 2013  | Sân vận động Quốc gia Warszawa, Warszawa, Ba Lan        | San Marino           | 1–0       | 5–0     | Vòng loại FIFA World Cup 2014 |
| 17  | 26 tháng 3 năm 2013  | Sân vận động Quốc gia Warszawa, Warszawa, Ba Lan        | San Marino           | 3–0       | 5–0     | Vòng loại FIFA World Cup 2014 |
| 18  | 6 tháng 9 năm 2013   | Sân vận động Quốc gia Warszawa, Warszawa, Ba Lan        | Montenegro           | 1–1       | 1–1     | Vòng loại FIFA World Cup 2014 |
| 19  | 6 tháng 6 năm 2014   | Sân vận động Energa Gdańsk, Gdańsk, Ba Lan              | Litva                | 2–1       | 2–1     | Giao hữu                      |
| 20  | 7 tháng 9 năm 2014   | Sân vận động Algarve, Faro, Bồ Đào Nha                  | Gibraltar            | 3–0       | 7–0     | Vòng loại UEFA Euro 2016      |
| 21  | 7 tháng 9 năm 2014   | Sân vận động Algarve, Faro, Bồ Đào Nha                  | Gibraltar            | 5–0       | 7–0     | Vòng loại UEFA Euro 2016      |
| 22  | 7 tháng 9 năm 2014   | Sân vận động Algarve, Faro, Bồ Đào Nha                  | Gibraltar            | 6–0       | 7–0     | Vòng loại UEFA Euro 2016      |
| 23  | 7 tháng 9 năm 2014   | Sân vận động Algarve, Faro, Bồ Đào Nha                  | Gibraltar            | 7–0       | 7–0     | Vòng loại UEFA Euro 2016      |
| 24  | 13 tháng 6 năm 2015  | Sân vận động Quốc gia Warszawa, Warsaw, Ba Lan          | Gruzia               | 2–0       | 4–0     | Vòng loại UEFA Euro 2016      |
| 25  | 13 tháng 6 năm 2015  | Sân vận động Quốc gia Warszawa, Warsaw, Ba Lan          | Gruzia               | 3–0       | 4–0     | Vòng loại UEFA Euro 2016      |
| 26  | 13 tháng 6 năm 2015  | Sân vận động Quốc gia Warszawa, Warsaw, Ba Lan          | Gruzia               | 4–0       | 4–0     | Vòng loại UEFA Euro 2016      |
| 27  | 4 tháng 9 năm 2015   | Commerzbank-Arena, Frankfurt, Đức                       | Đức                  | 1–2       | 1–3     | Vòng loại UEFA Euro 2016      |
| 28  | 7 tháng 9 năm 2015   | Sân vận động Quốc gia Warszawa, Warsaw, Ba Lan          | Gibraltar            | 3–0       | 8–1     | Vòng loại UEFA Euro 2016      |
| 29  | 7 tháng 9 năm 2015   | Sân vận động Quốc gia Warszawa, Warsaw, Ba Lan          | Gibraltar            | 4–0       | 8–1     | Vòng loại UEFA Euro 2016      |
| 30  | 8 tháng 10 năm 2015  | Hampden Park, Glasgow, Scotland                         | Scotland             | 1–0       | 2–2     | Vòng loại UEFA Euro 2016      |
| 31  | 8 tháng 10 năm 2015  | Hampden Park, Glasgow, Scotland                         | Scotland             | 2–2       | 2–2     | Vòng loại UEFA Euro 2016      |
| 32  | 11 tháng 10 năm 2015 | Sân vận động Quốc gia Warszawa, Warsaw, Ba Lan          | Cộng hòa Ireland     | 2–1       | 2–1     | Vòng loại UEFA Euro 2016      |
| 33  | 13 tháng 11 năm 2015 | Sân vận động Quốc gia Warszawa, Warsaw, Ba Lan          | Iceland              | 3–2       | 4–2     | Giao hữu                      |
| 34  | 13 tháng 11 năm 2015 | Sân vận động Quốc gia Warszawa, Warsaw, Ba Lan          | Iceland              | 4–2       | 4–2     | Giao hữu                      |
| 35  | 30 tháng 6 năm 2016  | Sân vận động Vélodrome, Marseille, Pháp                 | Bồ Đào Nha           | 1–0       | 1–1     | UEFA Euro 2016                |
| 36  | 4 tháng 9 năm 2016   | Astana Arena, Astana, Kazakhstan                        | Kazakhstan           | 2–0       | 2–2     | Vòng loại FIFA World Cup 2018 |
| 37  | 8 tháng 10 năm 2016  | Sân vận động Quốc gia Warszawa, Warsaw, Ba Lan          | Đan Mạch             | 1–0       | 3–2     | Vòng loại FIFA World Cup 2018 |
| 38  | 8 tháng 10 năm 2016  | Sân vận động Quốc gia Warszawa, Warsaw, Ba Lan          | Đan Mạch             | 2–0       | 3–2     | Vòng loại FIFA World Cup 2018 |
| 39  | 8 tháng 10 năm 2016  | Sân vận động Quốc gia Warszawa, Warsaw, Ba Lan          | Đan Mạch             | 3–0       | 3–2     | Vòng loại FIFA World Cup 2018 |
| 40  | 11 tháng 10 năm 2016 | Sân vận động Quốc gia Warszawa, Warsaw, Ba Lan          | Armenia              | 2–1       | 2–1     | Vòng loại FIFA World Cup 2018 |
| 41  | 11 tháng 11 năm 2016 | Arena Națională, Bucharest, România                     | România              | 2–0       | 3–0     | Vòng loại FIFA World Cup 2018 |
| 42  | 11 tháng 11 năm 2016 | Arena Națională, Bucharest, România                     | România              | 3–0       | 3–0     | Vòng loại FIFA World Cup 2018 |
| 43  | 26 tháng 3 năm 2017  | Sân vận động Pod Goricom, Podgorica, Montenegro         | Montenegro           | 1–0       | 2–1     | Vòng loại FIFA World Cup 2018 |
| 44  | 10 tháng 6 năm 2017  | Sân vận động Quốc gia Warszawa, Warsaw, Ba Lan          | România              | 1–0       | 3–1     | Vòng loại FIFA World Cup 2018 |
| 45  | 10 tháng 6 năm 2017  | Sân vận động Quốc gia Warszawa, Warsaw, Ba Lan          | România              | 2–0       | 3–1     | Vòng loại FIFA World Cup 2018 |
| 46  | 10 tháng 6 năm 2017  | Sân vận động Quốc gia Warszawa, Warsaw, Ba Lan          | România              | 3–0       | 3–1     | Vòng loại FIFA World Cup 2018 |
| 47  | 4 tháng 9 năm 2017   | Sân vận động Quốc gia Warszawa, Warsaw, Ba Lan          | Kazakhstan           | 3–0       | 3–0     | Vòng loại FIFA World Cup 2018 |
| 48  | 5 tháng 10 năm 2017  | Sân vận động Cộng hòa Vazgen Sargsyan, Yerevan, Armenia | Armenia              | 2–0       | 6–1     | Vòng loại FIFA World Cup 2018 |
| 49  | 5 tháng 10 năm 2017  | Sân vận động Cộng hòa Vazgen Sargsyan, Yerevan, Armenia | Armenia              | 3–0       | 6–1     | Vòng loại FIFA World Cup 2018 |
| 50  | 5 tháng 10 năm 2017  | Sân vận động Cộng hòa Vazgen Sargsyan, Yerevan, Armenia | Armenia              | 5–1       | 6–1     | Vòng loại FIFA World Cup 2018 |
| 51  | 8 tháng 10 năm 2017  | Sân vận động Quốc gia Warszawa, Warsaw, Ba Lan          | Montenegro           | 3–2       | 4–2     | Vòng loại FIFA World Cup 2018 |
| 52  | 27 tháng 3 năm 2018  | Sân vận động Śląski, Chorzów, Ba Lan                    | Montenegro           | 1–0       | 3–2     | Giao hữu                      |
| 53  | 8 tháng 6 năm 2018   | Sân vận động INEA, Poznań, Ba Lan                       | Montenegro           | 1–0       | 2–2     | Giao hữu                      |
| 54  | 12 tháng 6 năm 2018  | Sân vận động Quốc gia Warszawa, Warsaw, Ba Lan          | Litva                | 1–0       | 4–0     | Giao hữu                      |
| 55  | 12 tháng 6 năm 2018  | Sân vận động Quốc gia Warszawa, Warsaw, Ba Lan          | Litva                | 2–0       | 4–0     | Giao hữu                      |
| 56  | 24 tháng 3 năm 2019  | Sân vận động Quốc gia Warszawa, Warsaw, Ba Lan          | Latvia               | 1–0       | 2–0     | Vòng loại UEFA Euro 2020      |
| 57  | 10 tháng 6 năm 2019  | Sân vận động Quốc gia Warszawa, Warsaw, Ba Lan          | Iceland              | 2–0       | 4–0     | Vòng loại UEFA Euro 2020      |
| 58  | 10 tháng 10 năm 2019 | Sân vận động Daugava, Riga, Latvia                      | Latvia               | 1–0       | 3–0     | Vòng loại UEFA Euro 2020      |
| 59  | 10 tháng 10 năm 2019 | Sân vận động Daugava, Riga, Latvia                      | Latvia               | 2–0       | 3–0     | Vòng loại UEFA Euro 2020      |
| 60  | 10 tháng 10 năm 2019 | Sân vận động Daugava, Riga, Latvia                      | Latvia               | 3–0       | 3–0     | Vòng loại UEFA Euro 2020      |
| 61. | 19 tháng 11 năm 2019 | Sân vận động Quốc gia Warszawa, Warsaw, Ba Lan          | Slovenia             | 2–1       | 3–2     | Vòng loại UEFA Euro 2020      |
| 62  | 14 tháng 10 năm 2020 | Sân vận động Miejski, Wrocław, Ba Lan                   | Bosna và Hercegovina | 1–0       | 3–0     | UEFA Nations League 2020–21   |
| 63  | 14 tháng 10 năm 2020 | Sân vận động Miejski, Wrocław, Ba Lan                   | Bosna và Hercegovina | 3–0       | 3–0     | UEFA Nations League 2020–21   |
| 64  | 25 tháng 3 năm 2021  | Puskás Aréna, Budapest, Hungary                         | Hungary              | 3–3       | 3–3     | Vòng loại FIFA World Cup 2022 |
| 65  | 28 tháng 3 năm 2021  | Sân vận động Quân đội Ba Lan, Warszawa, Ba Lan          | Andorra              | 1–0       | 3–0     | Vòng loại FIFA World Cup 2022 |
| 66  | 28 tháng 3 năm 2021  | Sân vận động Quân đội Ba Lan, Warszawa, Ba Lan          | Andorra              | 2–0       | 3–0     | Vòng loại FIFA World Cup 2022 |
| 67  | 19 tháng 6 năm 2021  | Sân vận động La Cartuja, Sevilla, Tây Ban Nha           | Tây Ban Nha          | 1–1       | 1–1     | UEFA Euro 2020                |
| 68  | 23 tháng 6 năm 2021  | Sân vận động Krestovsky, Saint Petersburg, Nga          | Thụy Điển            | 1–2       | 2–3     | UEFA Euro 2020                |
| 69  | 23 tháng 6 năm 2021  | Sân vận động Krestovsky, Saint Petersburg, Nga          | Thụy Điển            | 2–2       | 2–3     | UEFA Euro 2020                |
| 70  | 2 tháng 9 năm 2021   | Puskás Aréna, Budapest, Hungary                         | Hungary              | 1–0       | 4–1     | Vòng loại FIFA World Cup 2022 |
| 71  | 5 tháng 9 năm 2021   | Sân vận động Quốc gia Warszawa, Warsaw, Ba Lan          | San Marino           | 1–0       | 7–1     | Vòng loại FIFA World Cup 2022 |
| 72  | 5 tháng 9 năm 2021   | Sân vận động Quốc gia Warszawa, Warsaw, Ba Lan          | San Marino           | 2–0       | 7–1     | Vòng loại FIFA World Cup 2022 |
| 73  | 12 tháng 11 năm 2021 | Sân vận động Quốc gia, Andorra la Vella, Andorra        | Andorra              | 1–0       | 4–1     | Vòng loại FIFA World Cup 2022 |
| 74  | 12 tháng 11 năm 2021 | Sân vận động Quốc gia, Andorra la Vella, Andorra        | Andorra              | 4–0       | 4–1     | Vòng loại FIFA World Cup 2022 |
| 75  | 29 tháng 3 năm 2022  | Sân vận động Miejski, Poznań, Ba Lan                    | Thụy Điển            | 1–0       | 2–0     | Vòng loại FIFA World Cup 2022 |
| 76  | 8 tháng 6 năm 2022   | Sân vận động Nhà vua Baudouin, Brussels, Bỉ             | Bỉ                   | 1–0       | 1–6     | UEFA Nations League 2022–23   |
| 77  | 26 tháng 11 năm 2022 | Sân vận động Al Janoub, Al Wakrah, Qatar                | Ả Rập Xê Út          | 2–0       | 2–0     | FIFA World Cup 2022           |
| 78  | 5 tháng 2 năm 2022   | Sân vận động Al Thumama, Doha, Qatar                    | Pháp                 | 1–3       | 1–3     | FIFA World Cup 2022           |
| 79  | 20 tháng 6 năm 2023  | Sân vận động Zimbru, Chișinău, Moldova                  | Moldova              | 2–0       | 2–3     | Vòng loại UEFA Euro 2024      |
| 80  | 7 tháng 9 năm 2023   | Sân vận động Quốc gia Warszawa, Warsaw, Ba Lan          | Quần đảo Faroe       | 1–0       | 2–0     | Vòng loại UEFA Euro 2024      |
| 81  | 7 tháng 9 năm 2023   | Sân vận động Quốc gia Warszawa, Warsaw, Ba Lan          | Quần đảo Faroe       | 2–0       | 2–0     | Vòng loại UEFA Euro 2024      |
| 82  | 21 tháng 12 năm 2023 | Sân vận động Quốc gia Warszawa, Warsaw, Ba Lan          | Latvia               | 2–0       | 2–0     | Giao hữu                      |
| 83  | 25 tháng 6 năm 2024  | Westfalenstadion, Dortmund, Đức                         | Pháp                 | 1–1       | 1–1     | UEFA Euro 2024                |
| 84  | 5 tháng 9 năm 2024   | Hampden Park, Glasgow, Scotland                         | Scotland             | 2–0       | 3–2     | UEFA Nations League 2024–25   |

## Danh hiệu

### Câu lạc bộ

#### Znicz Pruszków
- III liga: 2006–07

#### Lech Poznań
- Ekstraklasa: 2009–10
- Puchar Polski: 2008–09
- Superpuchar Polski: 2009

#### Borussia Dortmund
- Bundesliga: 2010–11, 2011–12
- DFB-Pokal: 2011–12
- DFL-Supercup: 2013

#### Bayern München
- Bundesliga: 2014–15, 2015–16, 2016–17, 2017–18, 2018–19, 2019–20, 2020–21, 2021–22
- DFB-Pokal: 2015–16, 2018–19, 2019–20
- DFL-Supercup: 2016, 2017, 2018, 2020, 2021
- UEFA Champions League: 2019–20
- UEFA Super Cup: 2020
- FIFA Club World Cup: 2020

#### Barcelona
- La Liga: 2022–23, 2024-25
- Copa Del Ray: 2024-25
- Supercopa de España: 2023, 2025

### Cá nhân
- Vua phá lưới Giải hạng II Ba Lan: 2006–07
- Vua phá lưới Giải hạng I Ba Lan: 2007–08
- Cầu thủ trẻ xuất sắc nhất của Ba Lan: 2008
- Vua phá lưới Giải vô địch bóng đá Ba Lan: 2009–10
- Cầu thủ xuất sắc nhất của Ekstraklasa: 2009
- Vua phá lưới Ekstraklasa: 2009-10
- Vua phá lưới Bundesliga: 2013–14, 2015–16, 2017–18, 2018–19, 2019–20, 2020–21.
- FIFA FIFPro World 11: 2020, 2021
- Vua phá lưới DFB Pokal: 2011–12, 2016–17, 2017–18, 2018–19, 2019–20.
- Vua phá lưới UEFA Champions League: 2019–20
- Tiền đạo xuất sắc nhất năm của UEFA Champions League: 2019-20
- Vua kiến tạo UEFA Champions League: 2019-20
- Cầu thủ Ba Lan xuất sắc nhất năm: 2011, 2012, 2013, 2014, 2015, 2016, 2017, 2019, 2020, 2021
- Cá tính thể thao Ba Lan: 2015
- Cầu thủ xuất sắc nhất Bundesliga: 2016-17, 2019-20
- Cầu thủ xuất sắc nhất tháng của Bundesliga: Tháng 8 năm 2019
- Cầu thủ ghi bàn quốc tế hàng đầu thế giới của IFFHS: 2015
- Vua phá lưới vòng loại UEFA Euro 2016: 13 bàn
- Cầu thủ hay nhất vòng loại UEFA Euro: 2016
- Cầu thủ xuất sắc nhất năm của World Soccer: 2020, 2021
- Cầu thủ xuất sắc nhất năm của Globe Soccer: 2020
- Đội hình UEFA Champions League: 2015, 2017, 2020
- Đội hình tiêu biểu của Bundesliga: 2014, 2015, 2016, 2017, 2018, 2019, 2020
- Cầu thủ xuất sắc nhất năm của UEFA: 2020
- FIFA The Best: 2020,2021
- Đội hình xuất sắc nhất của ESM: 2019-20, 2020-21, 2021-22
- Quả bóng vàng FIFA Club World Cup: 2020
- Chiếc giày vàng Châu Âu: 2020–21, 2021-22
- Cầu thủ xuất sắc nhất năm của Bayern Munich : 2019-20
- Đội hình tiêu biểu của La Liga: 2022-23
- Cầu thủ xuất sắc nhất tháng La Liga: Tháng 10 2022
- Goal 50: 2019-20
- Bàn chân vàng: 2022
- Cầu thủ xuất sắc nhất năm của Đức: 2020, 2021
- Đội hình 11 cầu thủ xuất sắc mọi thời đại của Lech Poznań
- Cúp Pichichi: 2022-23
- Đội hình tiêu biểu mùa giải của La Liga: 2022-23, 2023-24, 2024-25

### Kỷ lục
- Cầu thủ đầu tiên trong lịch sử Bundesliga vào sân từ ghế dự bị ghi được 5 bàn trong một trận đấu (từ phút 51 đến phút 60).
- Hat-trick nhanh nhất (5 phút), 4 bàn và 5 bàn nhanh nhất trong lịch sử Bundesliga.[168]
- Cầu thủ nước ngoài đạt đến cột mốc 100 bàn thắng nhanh nhất lịch sử Bundesliga.[169]
- Cầu thủ ghi nhiều bàn nhiều nhất trong một mùa giải Bundesliga: 41 bàn
- 7 năm liên tiếp ghi được hơn 40 bàn thắng.
- Cầu thủ Ba Lan đầu tiên nhận được cầu thủ xuất sắc nhất năm của UEFA 2020
- Hat-Trick nhanh nhất lịch sử Champions League: 11 phút [(từ phút 12 tới phút 23)]  trong trận đấu với Salzburg